# Catanzaro
Catanzaro (IPA [katanˈʣaːro] ; Catanzaru in dialetto catanzarese. IPA [ˌkatanˈʦaːru]) è un comune italiano di 83 015 abitanti, capoluogo dell'omonima provincia e della regione Calabria.
Storico capoluogo della Calabria Ultra per oltre due secoli, Catanzaro è sede dell'università "Magna Græcia". Alle sue porte sorgeva Skylletion, antica città della Magna Grecia poi trasformata in colonia romana.
La città si erge nell'omonimo istmo di Catanzaro, che costituisce la sezione geografica più stretta della penisola italiana: solo 35 km, infatti, separano in quel punto il mar Ionio dal Tirreno.
Questo luogo è all'origine del termine Italia, con cui gli antichi greci identificavano il territorio che, secondo la mitologia, era un tempo governato da Re Italo, come riportato da Antioco di Siracusa, Aristotele, Virgilio e Strabone.
L'odierno centro cittadino, posto su un'altura (detta Trivonà dal greco tría vouná, cioè "tre colli") a dominio del golfo di Squillace, sorse in epoca greco-bizantina, quando gli esuli di Scolacium si rifugiarono sui colli per sfuggire alle razzie dei saraceni.
Queste genti fondarono il più antico quartiere del centro storico: la Grecìa.
Alle origini bizantine si deve l'introduzione in città dell'arte della seta.

## Geografia fisica

### Territorio
Catanzaro si affaccia sul golfo di Squillace, nel mar Ionio, dove secondo alcuni studiosi si trovava il porto del regno dei Feaci, nel quale, come racconta Omero nell'Odissea, Ulisse fu accolto e narrò del suo viaggio.
È conosciuta come «città tra due mari» in quanto si trova nell'istmo di Catanzaro, ovvero la striscia di terra più stretta d'Italia, dove soli 35 km separano il mar Ionio dal mar Tirreno. Ciò consente di vedere contemporaneamente, dai quartieri nord della città in alcune giornate particolarmente limpide, i due mari e le isole Eolie. È detta inoltre Città dei tre colli corrispondenti ai tre colli rappresentati nello stemma civico che sono il colle di San Trifone (oggi San Rocco), il colle del Vescovato (oggi Piazza Duomo) e il colle del Castello (oggi San Giovanni).
Il territorio comunale si estende dal mare fino all'altezza di 668 metri. La casa comunale sorge a 320 m. Comprende una zona costiera sul mar Ionio che ospita 8 km di spiaggia e un porto turistico; da qui il centro abitato risale la valle della Fiumarella (anticamente detta fiume Zaro), sede di un forte sviluppo urbanistico, fino ai i tre colli: del Vescovato, di San Trifone (o di San Rocco) e di San Giovanni (o del Castello) su cui sorge il centro storico della città e che si ricollegano con la Sila verso Nord. Il territorio comunale è bagnato dal mare.

### Idrografia
I corsi d'acqua principali sono il torrente Fiumarella (nel dialetto locale Hjiumareddha, anticamente detto Zaro), nel quale confluisce il torrente Musofalo, il torrente Corace (anticamente detto Crotalo), il maggiore in termini di portata d'acqua e che delimita il confine comunale a sud, ed il torrente Alli, che delimita il confine comunale a nord. Per loro natura i corsi d'acqua sono a carattere torrentizio ed hanno una scarsa portata nella maggior parte dell'anno, mentre si gonfiano dopo le piogge.

### Clima
(antico proverbio catanzarese)
Il clima di Catanzaro è tipicamente mediterraneo, caratterizzato dalla presenza costante di fenomeni ventosi anche di forte intensità nei mesi primaverili ed autunnali.
In base alla media trentennale di riferimento 1961-1990, la temperatura media del mese più freddo, gennaio, si attesta a +8,9 °C; quella del mese più caldo, agosto, è di +24,5 °C. Sono sempre più frequenti le "notti tropicali", ovvero notti in cui la temperatura non scende al di sotto dei 20 °C.
Il clima, come detto, è segnato dalla presenza del vento, costante e anche di forte intensità, soprattutto nei mesi primaverili ed autunnali. L'intensità media annuale è di circa 4 nodi con picchi che sfiorano la media di 6 nodi nei mesi di aprile e maggio caratterizzati da forti venti di scirocco e libeccio.
Le precipitazioni medie annue si aggirano storicamente quasi sui 1.000 mm (in forte calo nell'ultimo decennio) e si distribuiscono mediamente in 87 giorni, con un prolungato minimo estivo e un picco tra l'autunno e l'inverno.
| Catanzaro             | Mesi   | Mesi   | Mesi   | Mesi   | Mesi   | Mesi   | Mesi   | Mesi   | Mesi  | Mesi  | Mesi   | Mesi   | Stagioni | Stagioni | Stagioni | Stagioni | Anno |
| Catanzaro             | Gen    | Feb    | Mar    | Apr    | Mag    | Giu    | Lug    | Ago    | Set   | Ott   | Nov    | Dic    | Inv      | Pri      | Est      | Aut      | Anno |
| --------------------- | ------ | ------ | ------ | ------ | ------ | ------ | ------ | ------ | ----- | ----- | ------ | ------ | -------- | -------- | -------- | -------- | ---- |
| T. max. media (°C)    | 11,5   | 11,7   | 13,2   | 16,1   | 20,9   | 25,0   | 27,8   | 28,1   | 25,1  | 20,5  | 16,3   | 13,2   | 12,1     | 16,7     | 27,0     | 20,6     | 19,1 |
| T. min. media (°C)    | 6,3    | 6,6    | 7,7    | 10,0   | 14,2   | 17,9   | 20,3   | 20,9   | 18,2  | 14,3  | 10,8   | 7,8    | 6,9      | 10,6     | 19,7     | 14,4     | 12,9 |
| Precipitazioni (mm)   | 144    | 118    | 114    | 68     | 39     | 20     | 13     | 17     | 51    | 120   | 119    | 172    | 434      | 221      | 50       | 290      | 995  |
| Giorni di pioggia     | 11     | 10     | 10     | 9      | 5      | 3      | 2      | 2      | 6     | 8     | 9      | 12     | 33       | 24       | 7        | 23       | 87   |
| Vento (direzione-m/s) | NW 3,3 | SE 3,4 | SE 4,6 | SE 5,8 | SW 5,3 | SW 4,7 | SW 2,7 | SE 2,8 | E 4,5 | E 5,0 | SE 3,3 | NW 2,5 | 3,1      | 5,2      | 3,4      | 4,3      | 4,0  |

Classificazione climatica: zona C

## Storia

### Età antica
Questo uomo si chiamò Italo che denominò per primo questa terra Italia. E quando italo si fu impadronito di questa terra dell'istmo, ed aveva molte genti che gli erano sottomesse, subito pretese anche i territori confinanti e pose sotto la sua dominazione molte città.»
(Antioco di Siracusa, Sull'Italia, V secolo a.C.)

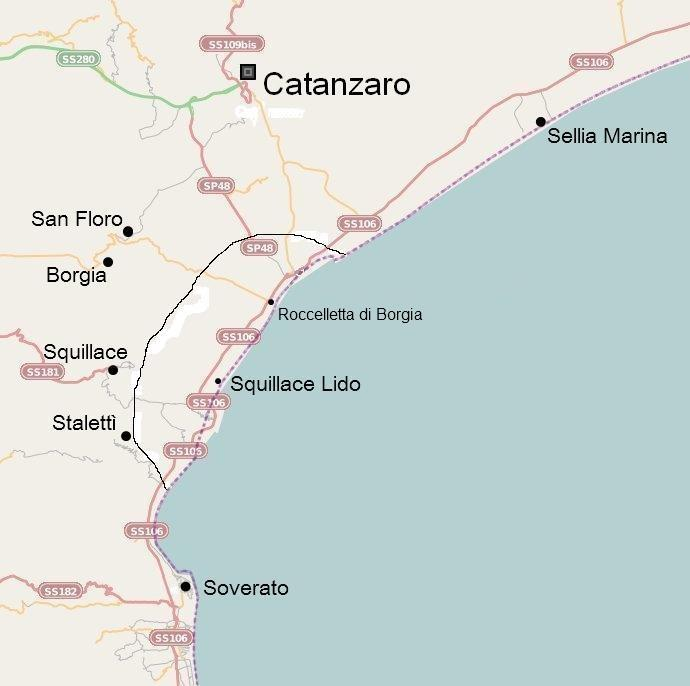
Area di probabile insistenza dell'antica colonia magnogreca di Skylletion, successivamente divenuta Minervia Scolacium in epoca romana.

Alcune ipotesi fanno risalire l'origine di Catanzaro ad un'antica colonia greca nel luogo che in seguito divenne l'antica Scolacium, oppure ritengono che sia sorta sulle rovine dell'antica città di Trischines. Altre ipotesi più accreditate individuano la fondazione da alcuni insediamenti posti in ordine sparso nella zona dell'attuale Catanzaro Marina, Tiriolo (anticamente Teura), Santa Maria di Catanzaro, sul colle Trivonà (Trischines) e lungo la valle del Corace che formavano l'antica "Terra dei Feaci". E proprio alla foce del torrente, secondo la leggenda, Ulisse fondò l'antica Skilletion.
Nel 2008, durante gli scavi per la costruzione della cittadella della regione Calabria nel quartiere Germaneto, lungo la valle del Corace, sono stati portati alla luce reperti ricollegabili a una necropoli greca del V secolo a.C. e a un antico centro romano, i quali testimoniano la presenza di antichi insediamenti lungo la valle del Corace. Al 2019 risale invece il ritrovamento di reperti rinvenuti contestualmente ai lavori per la nuova Metropolitana. Dai ritrovamenti archeologici emerge che l'attuale territorio comunale era compreso nell'area abitata fin dall'età del ferro dalla popolazione dei "Vituli", così chiamati perché adoratori del simulacro del vitello, che i greci ribattezzarono "Italoi" (adoratori del vitello) e governati dal famoso re Italo (dal quale in seguito prese il nome tutta la penisola italiana), fratello di Dardano progenitore dei troiani.

### Età medievale
Secondo la leggenda due condottieri bizantini, Cattaro e Zaro, condussero le popolazioni rivierasche della città magno-greca di Skilletion o Skillakion, corrispondente alla romana Scolacium (attuale Borgia), prima sullo Zarapotamo (oggi Santa Maria) poi successivamente sul Trivonà, in una fortezza militare (secondo alcune ipotesi già esistente da qualche secolo nel luogo che attualmente è il quartiere che porta il nome di Grecìa). La scelta territoriale sarebbe stata legata alle continue incursioni saracene, che spinsero a spostare l'abitato in zone più elevate. Tale fondazione è attribuita tradizionalmente alla seconda metà del IX secolo, per decisione del generale bizantino Niceforo Foca il vecchio, dal quale avrebbe inizialmente preso il nome di "Rocca di Niceforo".
Il passaggio da fortezza a centro urbano vero e proprio avvenne ad opera del generale Flagizio che avviò la costruzione di una cittadella, di un recinto fortificato e infine la sistemazione di cisterne e provviste di grani. Potenziato dall'accentramento di popolazione, prese forma urbana ed in seguito fu incastellato e assunse la denominazione di Katantzárion, con il permesso dell'Imperatore ottenuto da Flagizio. Secondo alcune ipotesi, proprio da questo periodo che vide lo sviluppo di officine per la lavorazione della seta importata dall'oriente e delle coltivazioni di gelso, deriva il nome attuale della città dal termine greco Katartarioi, ovvero filatori di seta. Tuttavia l'etimologia più probabile, ipotizzata dal linguista locale Giovanni Alessio e avvalorata dal collega tedesco Gerhard Rohlfs, suggerisce la fusione tra due componenti, la prima greca (káta, ossia "sotto") e la seconda dialettale calabrese (anzàru, probabile arabismo significante "[il] pianoro"), con evidente riferimento alla posizione geografica del centro storico.
La presenza araba è testimoniata dai ritrovamenti ottocenteschi di una necropoli che restituì oggetti con iscrizioni arabe.
Nel 1069 fu l'ultima città calabrese, dopo mesi di resistenza, a cadere sotto l'assedio dei Normanni di Roberto il Guiscardo che eressero il Castello Normanno, e la città fu feudo della famiglia Altavilla con il conte Rodolfo († 1098), figlio di Goffredo d'Altavilla. In quest'epoca conobbe la fioritura delle arti e dei mestieri, e in particolare la lavorazione della seta, con scambi commerciali sia con le altre regioni d'Italia che con i paesi orientali ed europei.

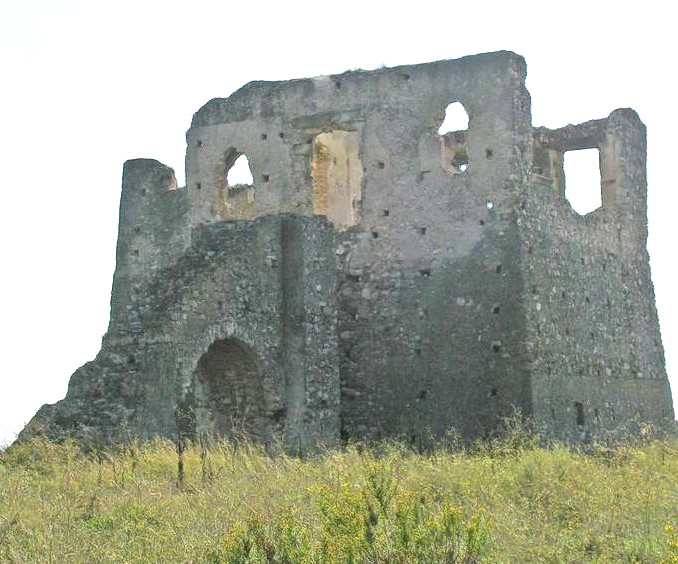
Torre Cavallara del XV secolo

Per farne un centro di dominio, i Normanni l'elessero a Contea, conferendola a Ugone Falluc e alla sua discendenza, per passare poi sotto il controllo di un ramo cadetto degli Altavilla con Rao (Radulfo) da Loritello. Alla metà del XIII secolo in pieno periodo svevo, la città fu feudo della famiglia Ruffo che ebbe nel calabrese Pietro I, grande marescalco di Federico II, il primo dei Conti Ruffo di Catanzaro "Dei Gratia Comes Catanzarii". Da questi perduta nelle sue lotte contro Manfredi, la città ritornò ai Ruffo quando Carlo I d'Angiò la donò al secondo Pietro Ruffo, pronipote del precedente, suo generale nella guerra del Vespro. Per quattordici anni, ad opera del Re Ladislao, rimase nel demanio regio.

### Età moderna
Nel 1420 la città tornò a Nicolò Ruffo.
Ultima Ruffo fu Enrichetta, figlia di Nicolò, che andò sposa ad Antonio Centelles. In seguito alla ribellione di costui che fomentò le plebi rurali, Alfonso I ne fece di nuovo una città demaniale. Per cui pochi anni dopo, nel 1460, si accese una nuova guerra durante la quale Catanzaro trucidò i partigiani di Centelles, il quale, per sopprimere la rivolta della popolazione, fece appiccare un incendio che distrusse l'allora quartiere Paradiso, che da quel momento in poi prese il nome di Case Arse.
Ritornata la pace, la città ebbe concessi nuovi privilegi che favorirono enormemente l'affermarsi della sua industria della seta, per cui i suoi damaschi andavano noti in tutta Europa. Nel 1519, in virtù della radicata tradizione serica, Carlo V concesse l'istituzione del Consolato dell'arte della seta, il cui statuto originale, scritto in italiano, è conservato presso la biblioteca della Camera di commercio della città. Da quel tempo, Catanzaro acquista sempre più l'aspetto e l'importanza di quieta città aristocratica ed artigianale. Tuttavia questa condizione le conferisce l'energia di comportarsi eroicamente, nel 1528, e di resistere all'assedio posto dai francesi, meritandosi da Carlo V il titolo di "Magnifica et Fidelissima" e l'autorizzazione a fregiare il proprio stemma con l'aquila imperiale.
L'importanza economica, ma soprattutto militare portò, pochi anni dopo, nel 1593, la città ad essere nominata capoluogo della provincia Calabria Ulteriore.
Catanzaro divenne nota come la Città delle tre "V", riferite alle sue tre caratteristiche distintive:
- V di Vitaliano da Capua, santo patrono;
- V di vento, in quanto costantemente battuta da forti brezze provenienti dal mar Ionio e dalla Sila. A tal proposito esiste un proverbio che recita:"Trovare un amico vero è così raro, come una giornata senza vento a Catanzaro".
- V di velluto, in riferimento alla lavorazione della seta ("V V V" era la sigla con cui venivano identificati, sui mercati nazionali ed esteri, i velluti, i damaschi ed i broccati provenienti da Catanzaro)[30].

### Età contemporanea
La città detenne il ruolo di capoluogo della Calabria Ulteriore per oltre 220 anni, fino al 1816, anno in cui avvenne la divisione amministrativa della provincia.
Nell'Ottocento, Catanzaro ebbe un ruolo rilevante nei moti risorgimentali, giacché in città fu fervente l'attività della Carboneria. Il 31 agosto 1860, Catanzaro accolse i garibaldini guidati da Nino Bixio.
Nell'estate del 1943 le forze alleate bombardarono la città in alcuni suoi punti strategici, radendo al suolo una consistente porzione del centro storico e parte del suo patrimonio architettonico storico.
Nel 1950, in seguito all'introduzione delle regioni nell'ordinamento giuridico italiano con l'entrata in vigore della Costituzione della Repubblica Italiana, datata 1 gennaio 1948, si scatenò una dura rivolta interna alla città, che prese il nome di quattro giornate di Catanzaro. La mobilitazione fu causata dal fermento intorno all'elezione del nuovo capoluogo di regione. La città fu nominata capoluogo della regione Calabria nel 1970, a testimonianza della sua importanza per tutto il territorio regionale e anche per una peculiare questione di centralità. La decisione, questa volta, causò la mobilitazione dell'altra città designata a ricoprire il ruolo, Reggio Calabria.
Nel 1992 (con d.lgs. 6 marzo 1992, n. 249 e d.lgs. 6 marzo 1992, n. 253) furono istituite le province di Crotone e di Vibo Valentia, ripartendo il territorio della Provincia di Catanzaro e ridimensionandolo di circa la metà della sua superficie.

### Simboli
(Vincenzo D'Amato, Memorie historiche dell'illustrissima, famosissima, fedelissima città di Catanzaro, 1670)

Lo stemma caratterizzato dall'aquila imperiale.

L'elemento centrale dello stemma della città è l'aquila imperiale accordata da Carlo V nel 1528, in seguito alla resistenza offerta dai catanzaresi contro il francese Odet de Foix de Lautrec, che voleva conquistare la Calabria; lo stemma è completato da uno scudo che riproduce i tre colli su cui si erge la città e da un nastro azzurro, stretto dal becco dell'aquila, su cui è riportato il motto latino Sanguinis effusione ("[ottenuta] con spargimento di sangue"), motivato dalle perdite riportate in varie battaglie dai combattenti catanzaresi. Lo stemma è stato ufficialmente riconosciuto con decreto del Capo del Governo del 30 maggio 1940.
Il gonfalone è un drappo palato di giallo e di rosso di otto pezzi.

## Monumenti e luoghi d'interesse

### Architetture religiose

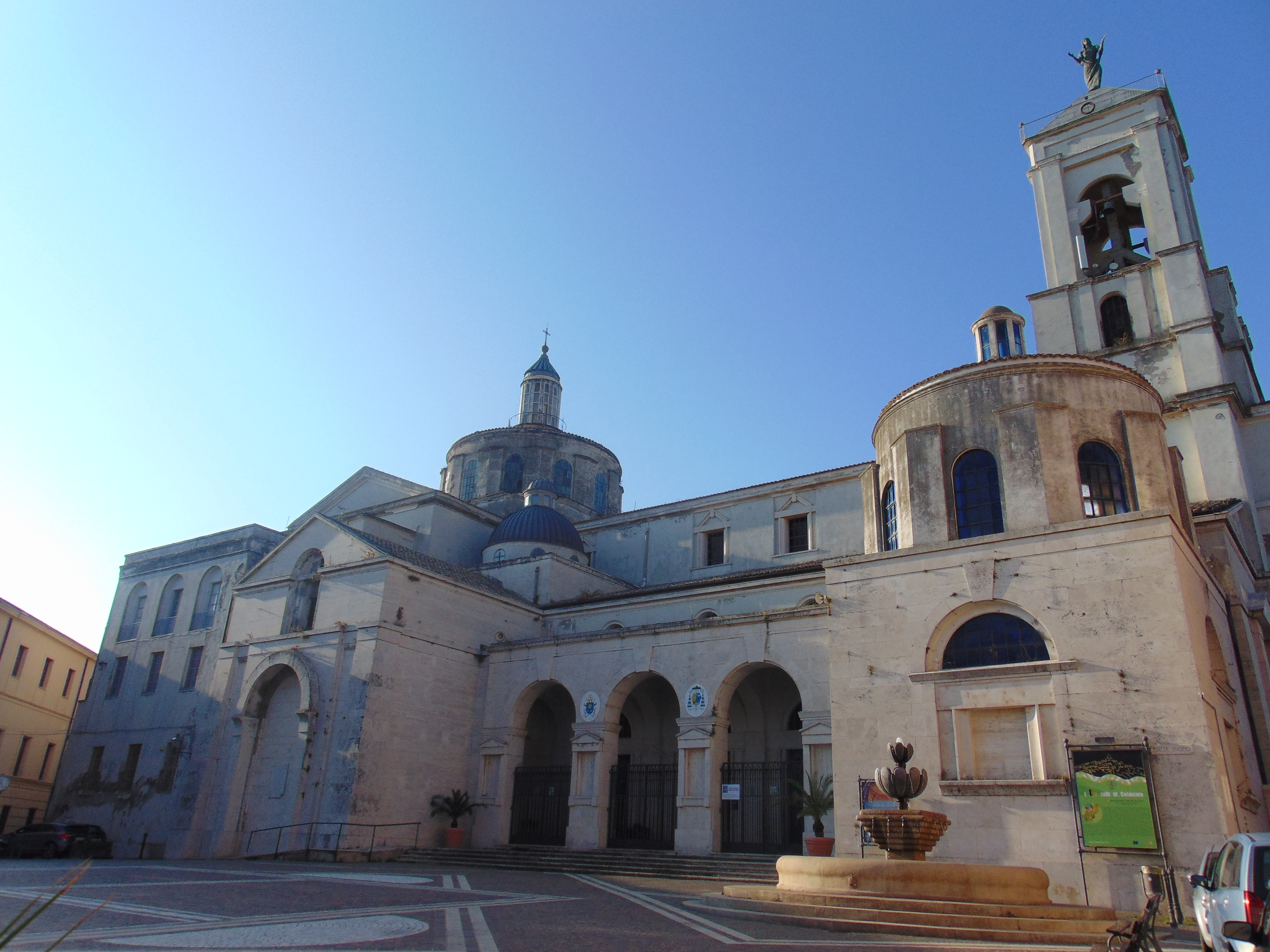
La Cattedrale di Santa Maria Assunta.

Sul territorio comunale di Catanzaro sono ubicate circa sessanta chiese, di cui 34 parrocchiali. Ben 16 sono localizzate entro i confini della città vecchia. Le principali sono la Cattedrale metropolitana di Santa Maria Assunta, la Basilica dell'Immacolata Concezione e la Chiesa del Santissimo Rosario.
Il Duomo della città sorge nel sito della prima cattedrale, eretta nel 1121 in epoca normanna e dedicata a Santa Maria Assunta e agli Apostoli Pietro e Paolo. La chiesa venne fortemente rimaneggiata nel 1511 con una facciata rinascimentale, che crollò a causa del terremoto del 1638. Danneggiata dai bombardamenti nell'agosto del 1943, che provocarono in particolar modo il crollo del transetto sinistro e il danneggiamento del campanile, venne completamente stravolta nel dopoguerra. I lavori di ricostruzione post bellica terminarono nel 1960.

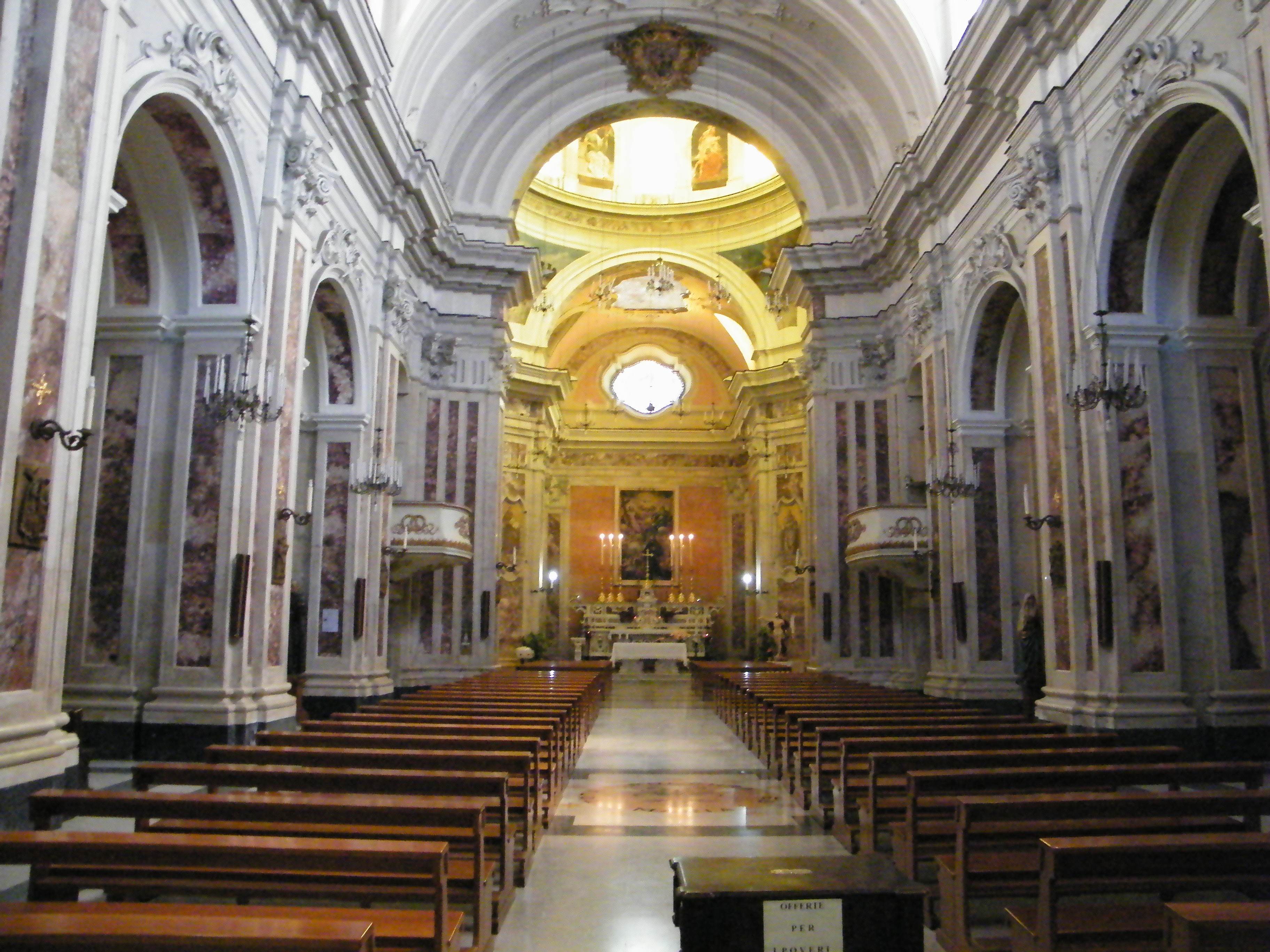
L'interno della Basilica dell'Immacolata Concezione.

La Basilica dell'Immacolata è un luogo ricco di spiritualità ed estremamente importante per la cittadinanza, tanto da essere considerato spesso il principale luogo di culto della città. È dedicata alla patrona della città dei tre colli; era sorta inizialmente come chiesa dedicata alla Trinità nel 1254. Rimaneggiata tra il 1750 e il 1763 con l'aggiunta delle navate laterali e la cupola. Tra il 1783 e il 1833 svolse le funzioni di cattedrale, essendo stato il Duomo danneggiato dal terremoto. La facciata venne ricostruita nel 1913 e venne rimaneggiato anche il campanile. Ha tre navate con cappelle gentilizie e transetto. Nel settembre del 1954 papa Pio XII la elevò alla dignità di basilica minore, mentre nel 1998 le viene attribuito il titolo di Santuario Mariano Diocesano.
La chiesa del Santissimo Rosario sorge alle spalle della cattedrale e presenta una facciata rinascimentale e interno a navata unica, coperta da volta a botte lunettata, con transetto e quattro cappelle per lato; all'incrocio tra navata e transetto si eleva una cupola priva di tamburo. La costruzione risale al XV o XVI secolo, con numerosi rifacimenti, dovuti ai danni dei terremoti del 1638, del 1783 e del 1832, dopo il quale era rimasta chiusa fino al 1891. È annessa la Congrega del XVII secolo con intagli lignei e stucchi.
Il luogo di culto esistente più antico della città è tradizionalmente riconosciuto nella chiesa di Sant'Omobono, eretta probabilmente a cavallo fra il XI e il XII secolo, che potrebbe esser stata edificata sopra i resti di un antichissimo tempio del sole. Tuttavia, la prima struttura del Santuario di Santa Maria del Mezzogiorno risalirebbe al IX secolo.

### Architetture civili

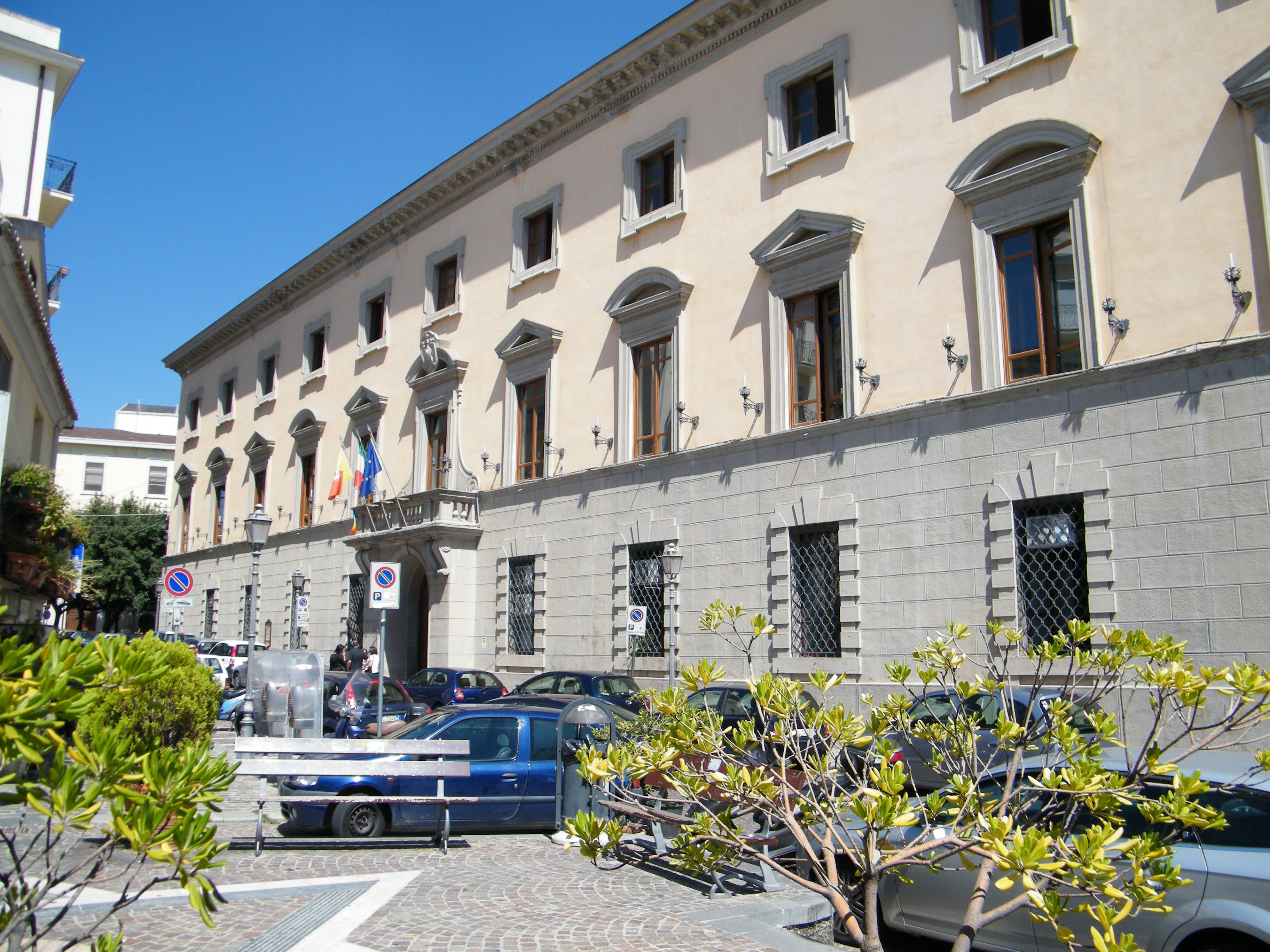
Palazzo De Nobili, municipio della città.

Le principali architetture civili della città sono ubicate entro il perimetro del centro storico. In tal senso, il patrimonio architettonico di Catanzaro è composto da numerosi palazzi signorili, il cui passato è riconducibile principalmente a famiglie nobiliari del luogo, che ne favorirono l'edificazione a scopo abitativo privato, e dalle quali prendono il nome: tra questi, Palazzo Doria, Palazzo Ferrari-De Riso, Palazzo Anania, Palazzo Rocca-Grimaldi, Palazzo Gironda-Veraldi. Presso Palazzo Ruggero-Raffaelli aveva anticamente sede il convento dei Padri Minimi di San Francesco di Paola.
La maggior parte è sita negli antichi rioni del centro storico, altri hanno sede lungo Corso Mazzini e si caratterizzano per i loro saloni affrescati sfarzosamente, i dettagli decorativi che adornano i vari ambienti e le ampie corti centrali. Alcuni, come Palazzo Menichini, risentono ancora dei danni provocati dai bombardamenti che colpirono la città durante la seconda guerra mondiale, nel 1943. Altri invece sono considerati veri e propri simboli di Catanzaro, come Palazzo Fazzari, uno dei maggiori esempi di architettura eclettica in Calabria.

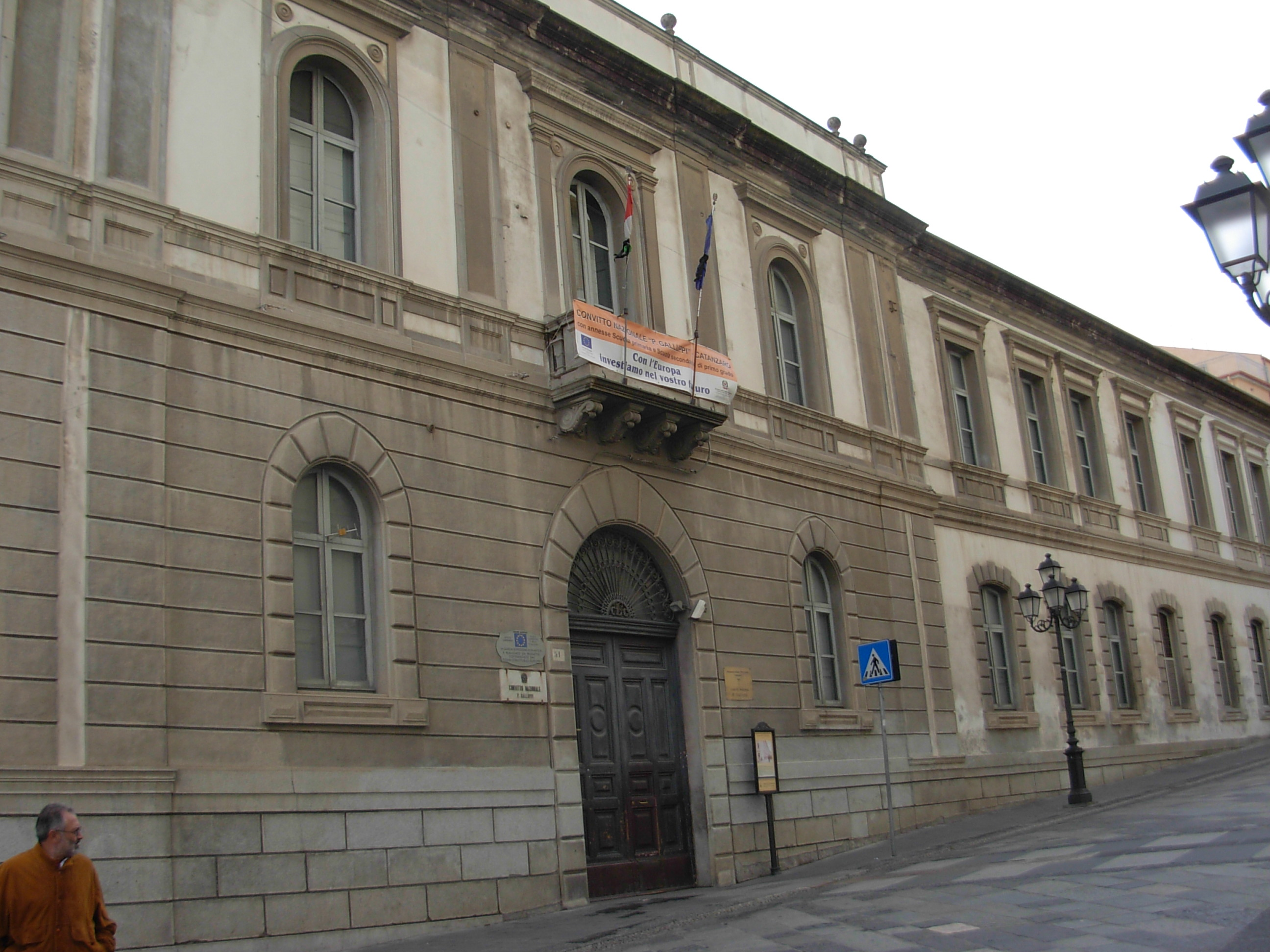
Il convitto Galluppi, ex convento dei Gesuiti.

Sull'area di Piazza Prefettura, oltre alla Basilica dell'Immacolata, affacciano i prospetti di tre importanti edifici; un tempo vi sorgeva lo storico teatro comunale, demolito nel 1938, sul cui suolo verrà edificato in seguito il palazzo delle poste, sulle cui pareti è incastonato un murale dell'artista locale Mimmo Rotella, rappresentativo del macrocosmo delle telecomunicazioni. Vi si affacciano anche Palazzo di vetro, sede della provincia, edificato negli anni sessanta su progetto dell'architetto Saul Greco, e l'edificio che tra questi può annoverare una maggior tradizione storica e un maggior pregio architettonico: il palazzo della Prefettura, ex sede degli uffici dell'Amministrazione provinciale.
I palazzi di rappresentanza istituzionale della città sono: Palazzo De Nobili, situato nella zona sud-est del centro storico, sede dell'Amministrazione comunale dal 1863, Palazzo Grimaldi-Montuori, sede della camera di commercio, che affaccia su Corso Mazzini, e Palazzo degli Itali, moderno complesso architettonico che ospita i lavori della Giunta regionale della Calabria (localizzato nel quartiere Germaneto, alla periferia ovest della città) a partire dal 2016, allorquando gli uffici furono spostati dall'ex sede, Palazzo Alemanni, ubicato nella zona antica della città.

### Architetture militari
(Vincenzo D'Amato, Memorie historiche dell'illustrissima, famosissima, e fedelissima città di Catanzaro, 1670)

Antica Porta di Mare o Marina

Fin dalla sua fondazione la città fu costruita con precisi scopi difensivi, capace di resistere a lunghi assedi. Era una città fortezza dotata di torri, bastioni, porte civiche e racchiusa in una cinta muraria di circa 7 km.
L'impianto difensivo era di tipo complesso, la città era difesa dalla sua stessa posizione, accerchiata da profonde e ripide valli ed inoltre in prossimità delle mura c'erano fossati e trincee fortificate. In realtà la struttura difensiva iniziava fin dalla costa, infatti sulle colline che fiancheggiano la valle dove oggi sorgono i quartieri Sala, Santa Maria e Lido, erano costruite un susseguirsi di torri d'avvistamento fino alla costa, una delle quali è ancora visibile sulle colline del quartiere Aranceto.
Le porte di accesso erano 6:
- Porta Marina (o Granara), sicuramente la porta principale perché consentiva l'accesso dalla costa ed era utilizzata per il commercio del frumento, secondo il D'Amato qui erano posizionate 4 torri di guardia, tre bastioni con cannoni e poco distante il Baluardo dei Palmeti;[62]
- Porta di San Giovanni (o Castellana o Montanara), posizionata nei pressi dell'attuale piazza Matteotti, adiacente a questa porta vi era un profondo fossato, chiamato fosso rivellino, attraversabile tramite un ponte levatoio;
- Porta Pratica (o Prattica o di San Leonardo), consentiva l'accesso da Occidente al rione Paradiso, oggi quartiere Case Arse, di fianco a difesa della porta vi era il Bastione di San Nicola Caracitano;[63]
- Porta Stratò, situata nell'omonimo rione ad Oriente del centro storico, era una porta civica ad arco a sesto chiuso nascosta dalla chiesetta di Santa Maria della Portella, che svolgeva la duplice funzioni di luogo di culto e di postazione di avvistamento, in quanto in caso di pericolo veniva suonata la campana che avvertiva la popolazione della chiusura delle porte. È tuttora visibile il sentiero che sale dalla valle del Musofalo e giunge fino alla chiesetta. Il nome stesso "Stratò" deriverebbe dal toponimo greco che significa occulto, nascosto;[64]
- Porta del Gallinaio, era una porta civica secondaria, utilizzata per l'accesso del bestiame;
- Porta Silana, anch'essa porta civica secondaria, utilizzata per il passaggio di bestiame, consentiva l'accesso alla città dal retrostante altopiano della Sila.[64]

In posizione rialzata rispetto al resto dell'antica città, sul colle del Castello fu costruito il Castello Normanno o d'Altavilla, oggi complesso monumentale San Giovanni, sotto il quale erano costruiti lunghi cunicoli sotterranei, i quali possono essere visitati ancora oggi.

### Altro
Monumenti
I principali monumenti della città sono:

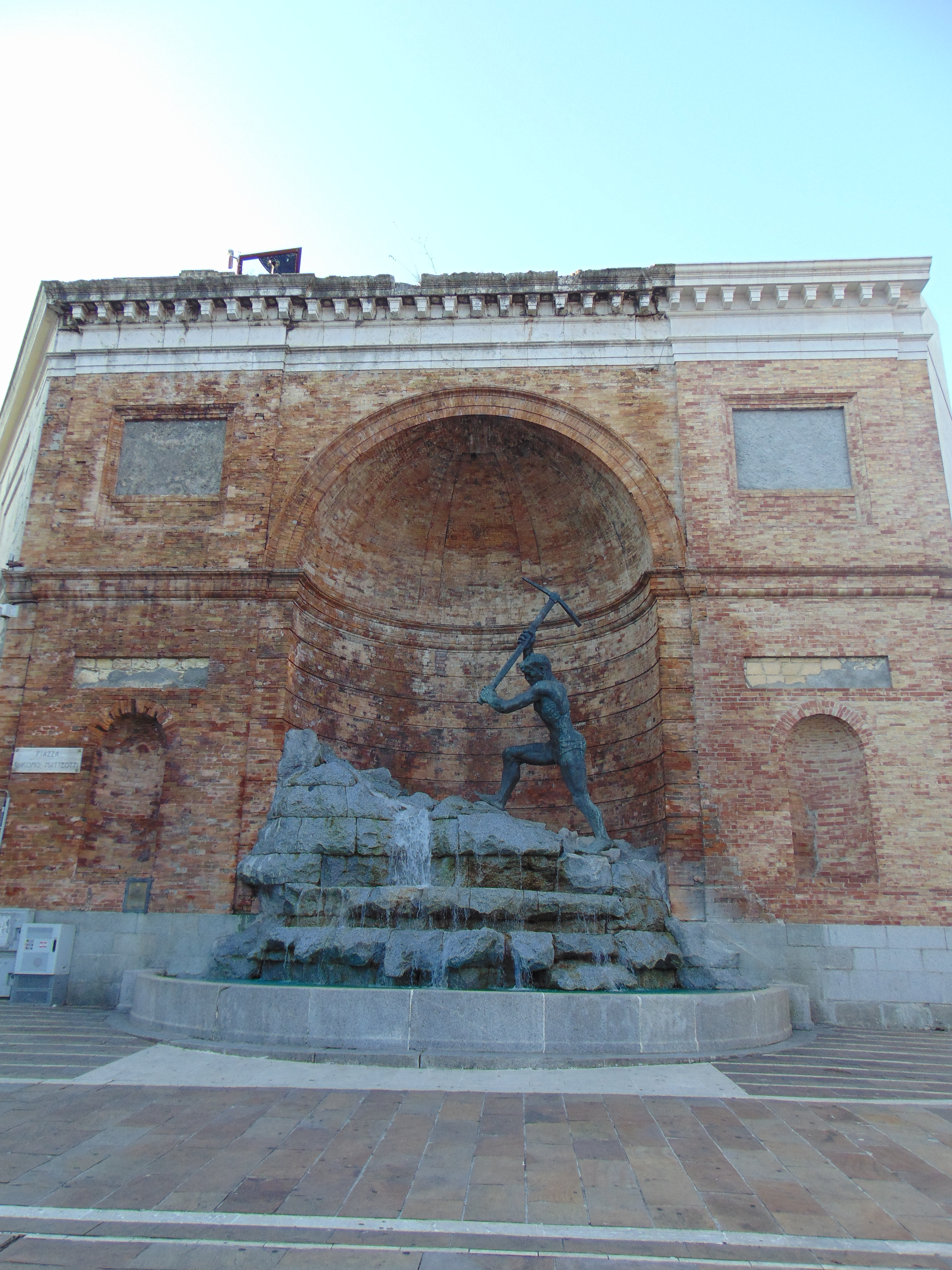
Il Cavatore.

- Cavatore: opera dello scultore Giuseppe Rito, è un'imponente statua bronzea collocata su una fontana, incastonata nelle mura del Complesso Monumentale del San Giovanni, alle porte del centro storico. Fu realizzata nella prima metà degli anni cinquanta e rappresenta, tramite l'immagine di un uomo nell'atto di scalfire la roccia sottostante con un piccone, la laboriosità, la forza e la tenacia dei catanzaresi.[65] È considerata a pieno titolo uno fra i maggiori simboli della città.[66][67]
- Monumento ai caduti della grande guerra: sito in piazza Matteotti, è opera dello scultore calabrese Michele Guerrisi. È costituito da un gruppo scultoreo in bronzo, inaugurato nel 1933 ma parzialmente danneggiato dai bombardamenti che subì il centro storico della città nel 1943. La figura femminile col capo chino che costituiva parte dell'opera è andata perduta col tempo.[68]
- Monumento all'Assunta: anch'esso opera di Giuseppe Rito, è una statua in bronzo collocata sul pinnacolo del Duomo, collocazione che la rende identificabile da ogni zona della città, risultando dunque il punto più alto del centro storico. Fu commissionata e realizzata nel secondo dopoguerra.[68]
- Fontana di Santa Caterina: collocata in piazza Cavour, di fronte alla Questura, laddove sorgeva un tempo la Chiesa di Santa Caterina. È un'opera risalente alla fine del XIX secolo, composta da tre vasche di dimensioni diverse poste su vari livelli su cui spicca la caratteristica principale, una statua raffigurante con ogni probabilità una ninfa.[69]
- Monumento a Francesco Stocco: la statua raffigura il generale garibaldino catanzarese Francesco Stocco. Sebbene la sua collocazione originaria era in piazza Indipendenza (odierna Matteotti), è ubicata oggi nella piazza omonima. È composto da un corpo marmoreo poggiato su un basamento in stile neoclassico. Opera di Francesco Scerbo, fu realizzata nel 1898.[69]
- Giustizia e Libertà: ulteriore contributo di Giuseppe Rito a favore della città, è un gruppo scultoreo in bronzo raffigurante le due dee rappresentazione delle virtù alle quali è dedicata l'opera. Fu commissionata in seguito alla caduta del regime fascista in Italia ed è collocata nell'atrio del palazzo della Corte d'appello.[70]
- Madonna col Bambino: opera in marmo collocata nel portico del Duomo, risalente al 1591.[71]

Strade e piazze
- Corso Mazzini: è il principale asse viario del centro storico cittadino e sicuramente la strada maggiormente rilevante da un punto di vista storico e architettonico. Fu creato a partire dal 1870 nell'ambito dell'attuazione degli interventi contenuti nel piano Manfredi, il piano regolatore della città che prevedeva il riassetto di alcuni punti cardine del centro storico. La sua "apertura" fu favorita dall'abbattimento di alcuni palazzi e dal taglio della facciata di altri. Nell'occasione furono costruiti anche alcuni edifici di particolare pregio architettonico che ancora oggi ne impreziosiscono la passeggiata.[72][73]
- Piazza Matteotti: è la porta del centro storico, costituendone il principale ingresso. È il principale salotto della città. Sebbene lo slargo si sia formato nel corso del tempo tramite l'edificazione dei palazzi che ne formano il perimetro, la piazza come la si intende oggi fu costruita nei primi anni novanta. Vi si affacciano il Cavatore e importanti architetture civili come il palazzo della Corte d'appello, l'ITIS "E. Scalfaro" e la palazzina Ex Stac.[74]
- Piazza Prefettura: è la principale piazza del centro storico.[75] Vi si affacciano alcune importanti architetture: la Basilica dell'Immacolata, il palazzo della Prefettura, Palazzo di vetro (sede dell'Amministrazione provinciale) e il palazzo delle poste.
- Balconata di Bellavista: punto di confine del centro storico, è un punto panoramico consistente in una balconata che affaccia sulla zona sud della città e permette una visuale completa fino al mare. Tradizionalmente riconosciuto come uno dei punti più suggestivi della città, nel XVII secolo era tappa dei viaggi in Europa di aristocratici e artisti britannici.[76]

Ponti
Catanzaro è definita la "città dei ponti" in ragione dei numerosi viadotti che collegano i quartieri centrali e settentrionali dell'abitato. Fra questi, quelli caratterizzati da un maggior pregio architettonico e di rilevanza storica sono:
- Ponte Bisantis: detto anche Morandi. Considerato il simbolo della città, è un ponte ad arco opera di Riccardo Morandi. Opera d'arte notevole e di grande rilevanza architettonica, per anni, dopo la sua costruzione avvenuta tra il 1959 e il 1962, fu il secondo ponte ad arco singolo in calcestruzzo armato in Europa e nel mondo per ampiezza della luce.[71][77][78]
- Ponte di Siano: collega il centro cittadino all'omonimo quartiere. Fu costruito a cavallo fra il 1928 e i primi anni 1930 ed è caratterizzato da una struttura ad arco unico. Proprio a causa di questa sua peculiarità, è considerato precursore del Ponte Morandi.[79]

### Siti archeologici

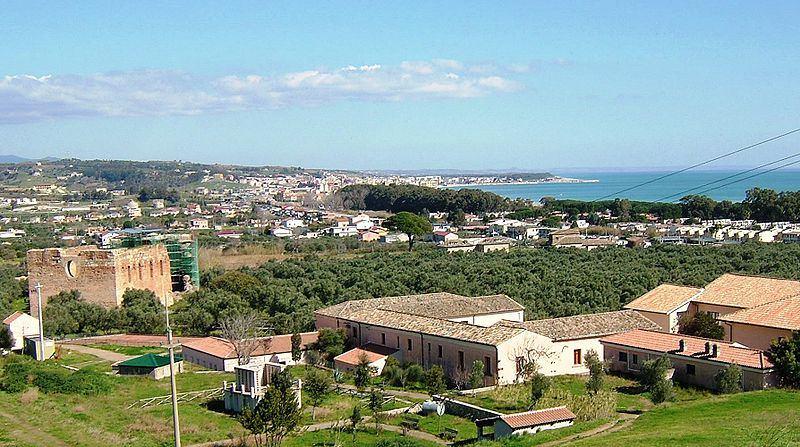
Catanzaro Lido visto dal parco archeologico di Scolacium.

Durante i lavori per la costruzione delle fondamenta della Cittadella della regione Calabria, nel quartiere Germaneto, sono stati rinvenuti importanti reperti archeologici risalenti ai periodi greco e romano, che testimoniano la presenza di villaggi sparsi lungo tutta la valle del Corace appartamenti alla parte settentrionale dell'antica Scolacium. Proprio nella storia dell'antica città di "Minerva Scolacium" è radicata l'origine del capoluogo calabrese.
Il parco archeologico di Scolacium si trova nella frazione di Roccelletta, nel comune di Borgia, località tuttavia completamente conurbata con il quartiere marinaro del comune di Catanzaro. Reperti sono stati recuperati anche nel quartiere di Santa Maria di Catanzaro. Dell'abitato preromano rimangono parte delle strade lastricate, degli acquedotti, dei mausolei, di altri impianti sepolcrali, della basilica, di un impianto termale ma soprattutto del teatro, il quale poggia naturalmente pendio di una collina.
Il parco archeologico è anche teatro di importanti eventi, come ad esempio "Intersezioni", rassegna di arte contemporanea che si svolse fino ai primi anni duemiladieci e coinvolgeva artisti di fama internazionale, e il festival musicale, di danza e teatro "Armonie d'arte festival".

### Aree naturali
Catanzaro, secondo l'indagine "Ecosistema urbano" di Legambiente e Ambiente Italia del 2024, occupa la sedicesima posizione in Italia su 107 capoluoghi di provincia per quanto riguarda il verde urbano, con 59,20 m² di aree verdi per abitante.

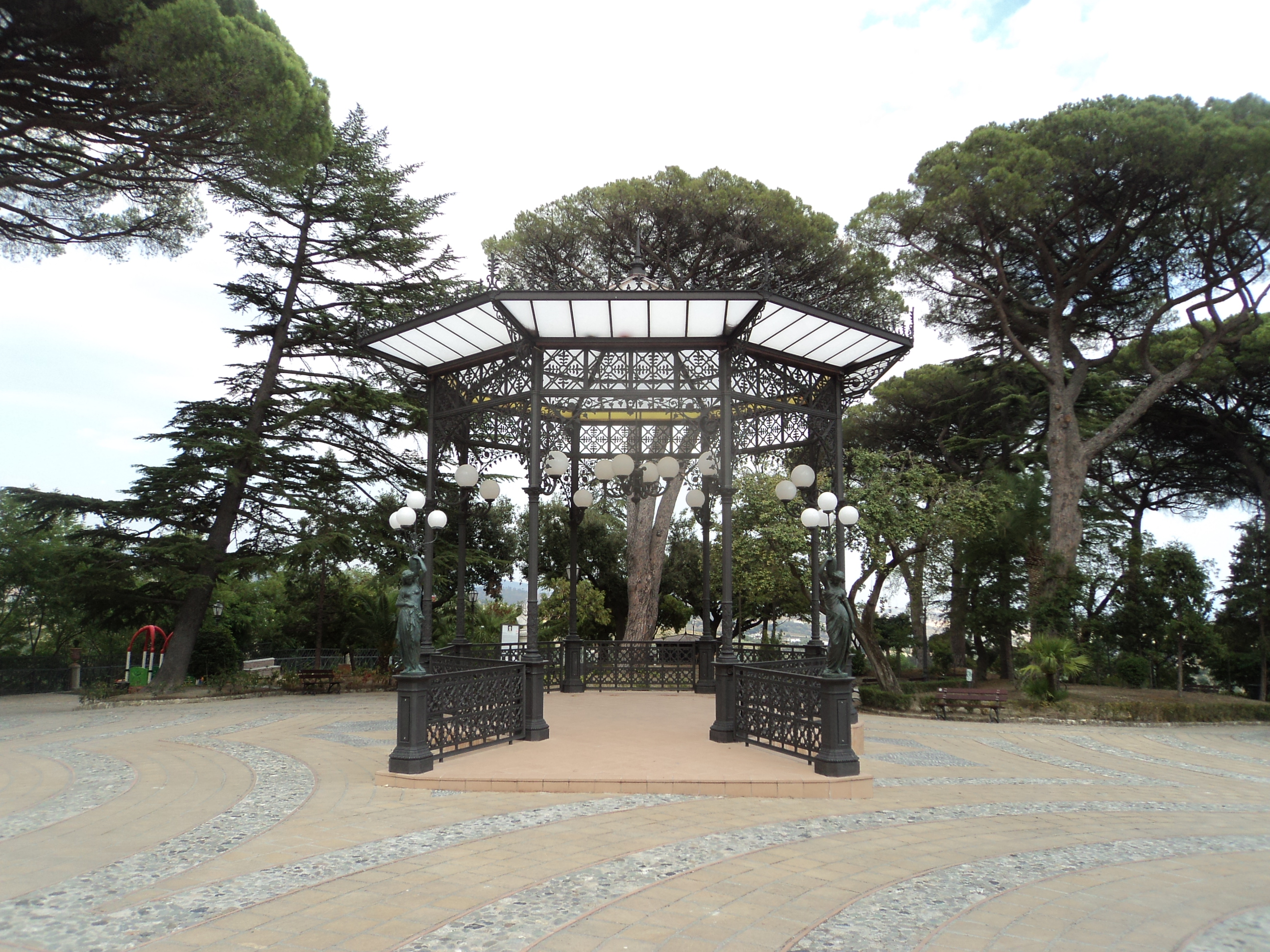
Il gazebo di Villa Margherita.

Il Parco della Biodiversità mediterranea è il principale polmone verde della città, sito nella zona nord. Inaugurato nel 2004, ha una superficie complessiva di 13 ettari. Ospita strutture sportive, ludiche, servizi e il Centro di recupero per gli animali selvatici (CRAS). È anche un importante presidio culturale, ospitando il Museo storico militare Brigata Catanzaro e il Parco Internazionale della Scultura. Corredata al parco è la Valle dei Mulini, un ampio percorso naturalistico di 48 ettari. Il Parco della Biodiversità, in un reportage del 2019, è stato annoverato fra i dieci parchi artistici più belli d'Italia dal quotidiano la Repubblica.
Villa Margherita, conosciuta anche come villa Trieste, è il giardino storico e villa comunale della città, ubicata nel centro storico. Fu realizzata a partire dal 1878 e inaugurata da re Umberto I nel 1881, occasione in cui fu dedicata alla consorte, la regina Margherita di Savoia. Al suo interno ospita i busti marmorei di alcuni fra i principali sindaci della città, il Museo archeologico numismatico provinciale e la Biblioteca comunale Filippo De Nobili.
La pineta di Giovino sorge sul litorale costiero catanzarese, nei pressi del quartiere Lido. È un grande polmone verde, attrezzato per lo svolgimento di sport all'aria aperta, che prende il nome di "parco costiero di Giovino", che costeggia il lungomare dell'omonimo abitato. Nello zona non soggetta a processi di urbanizzazione sorge invece l'oasi naturalistica delle dune di Giovino, un'ampia zona dalla superficie di 12 ettari in cui trovano l'ideale habitat di sviluppo piante rare. Il sistema dunale, dal 2025, è riserva naturale regionale, con il nome di "Riserva naturale regionale Le dune di Giovino".
Parco Gaslini è il principale parco urbano del quartiere Lido. È stato inaugurato nel 2017 ed è il risultato della bonifica e della riqualificazione di un'area industriale dismessa, da cui prende il nome.
Il bosco "Li Comuni", conosciuto anche come pineta di Siano, è un'oasi naturalistica di 700 ettari che sorge nei boschi dell'omonimo quartiere della città. Al suo interno ospita un'importante varietà faunistica e floristica, tipica della macchia mediterranea. All'interno del parco vi sono inoltre numerosi percorsi sportivi ed escursionistici.

## Società

### Evoluzione demografica

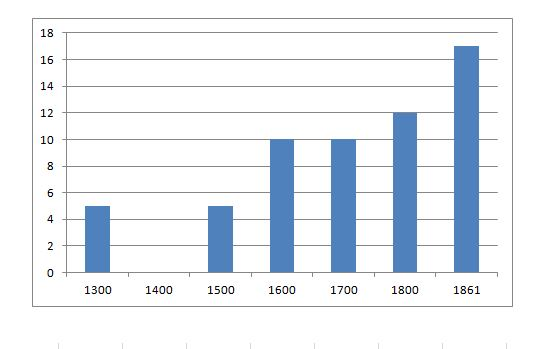

Abitanti censiti

Popolazione storica (migliaia)

### Etnie e minoranze straniere
Al 31 dicembre 2023 gli stranieri residenti nel comune erano 3024, ovvero il3,60% della popolazione. Di seguito sono riportati i gruppi più consistenti:
- Marocco 661
- Romania 593
- Ucraina 264
- Filippine 185
- Bulgaria 173
- Cina 153
- Bielorussia 136
- Polonia 105
- Nigeria 89

### Lingue e dialetti
(Dichiarazione universale dei diritti umani - Art.1)

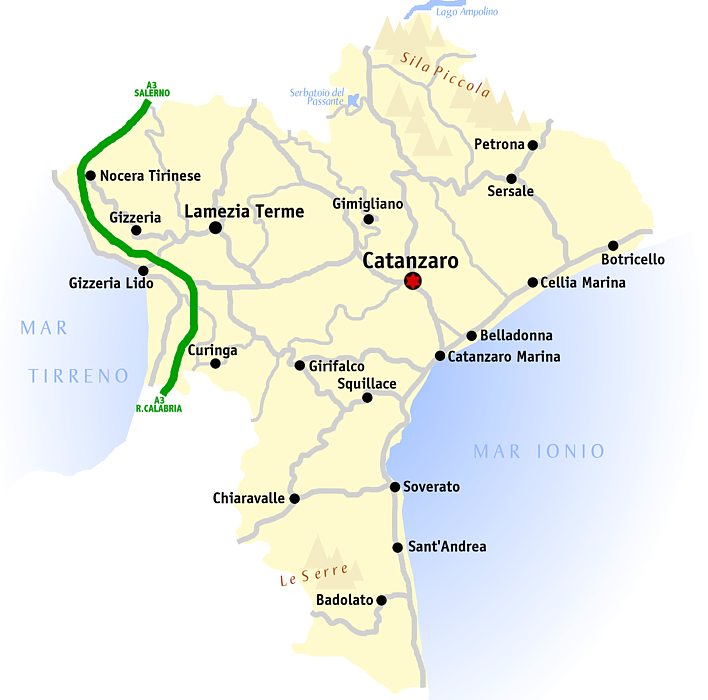
Area di diffusione del dialetto catanzarese

Il dialetto catanzarese è di tipo siciliano, distinguendosi sia da quello cosentino (di tipo napoletano), sia dal dialetto reggino, anch'esso di tipo siciliano ma con maggiore influenza greca.
Proprio per la sua posizione centrale, l'istmo di Catanzaro, fa da linea di demarcazione tra queste due aree presentando una forma linguistica con caratteristiche autonome e nello stesso tempo influenzata da entrambe. Per quanto riguarda la pronuncia l'eredità lasciata dal greco è evidente nella pronuncia aspirata della lettera f accompagnata dalle vocali che trasformano ad esempio fi in hi e quindi fiato in hiatu, mentre dal latino la pronuncia marcata delle lettere t,d e p (molto simile al sardo) e la presenza della lettera u in chiusura di parola in sostituzione della o esempio torno si trasforma in tornu. Molto utilizzata tra la popolazione cittadina l'espressione dialettale Jamma Ja a scopo esortativo, equivalente alle espressioni imperative avanti! - andiamo!.

### Tradizioni e folclore

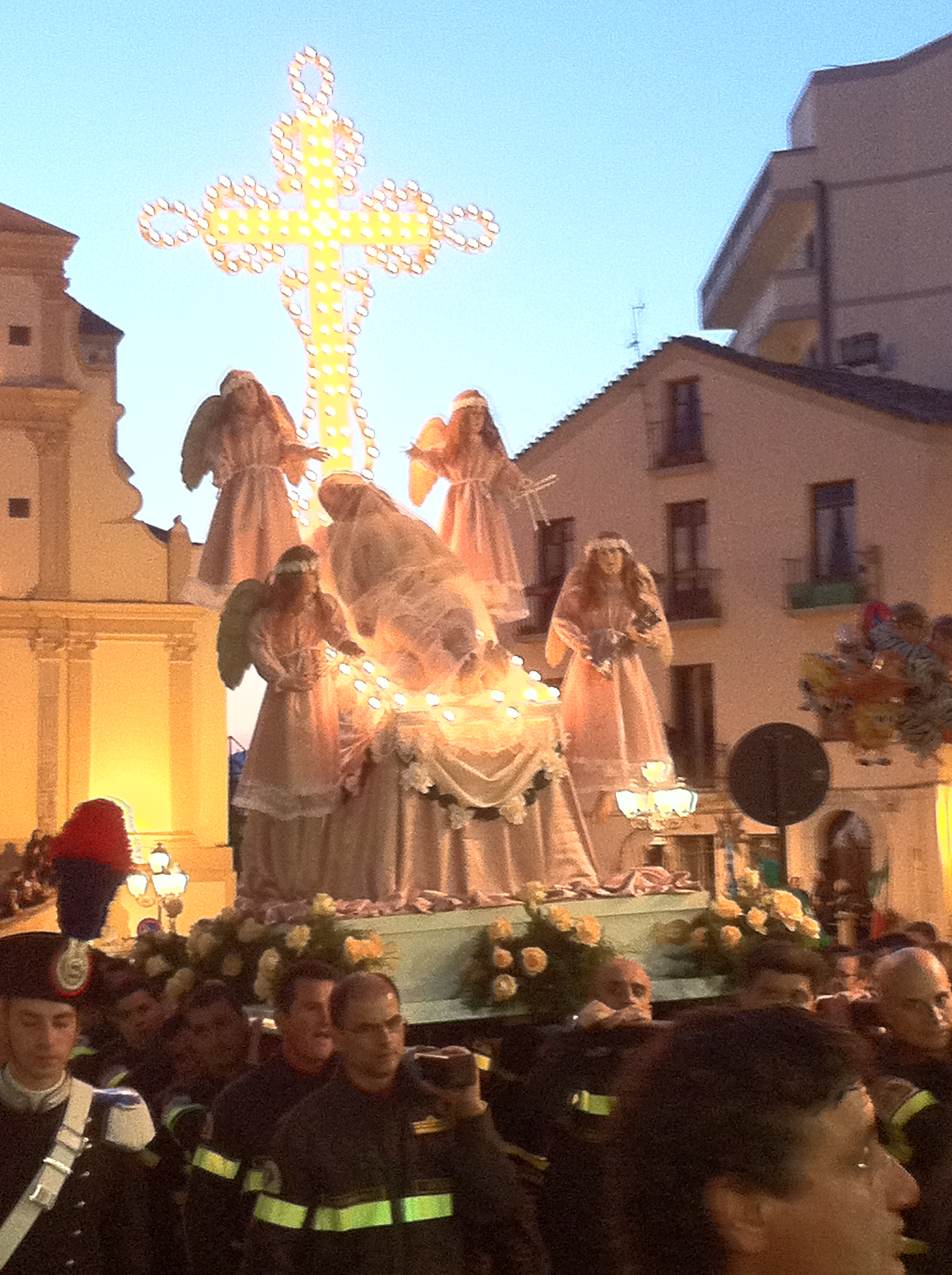
La naca

Il culto di San Vitaliano da Capua venne introdotto, con la traslazione delle reliquie del santo, giunte dal santuario di Montevergine e da Benevento, in un'apposita cappella della cattedrale voluta dal conte Pietro Ruffo nel 1311. Dopo la rovina della cappella le reliquie furono trasferite ufficialmente dal vescovo Nicolò Orazio nel 1583. Secondo la tradizione dal suo sepolcro sarebbe trasudato un liquido miracoloso detto "manna".
Il santo è ricordato il 16 luglio, in ricordo probabilmente della prima traslazione delle reliquie, ma viene celebrato a Catanzaro anche in occasione della domenica in albis. Nel 1922 fu celebrato solennemente il settimo centenario dell'arrivo delle reliquie.
Il culto della Madonna di Porto Salvo ha origini antiche e la festa della protettrice dei pescatori e dei caduti del mare è una ricorrenza molto sentita soprattutto a Catanzaro Lido. La statua della Madonna è portata in processione su un grande peschereccio al cui seguito vi sono centinaia di barche addobbate a festa.
Il capoluogo calabrese è una città ricca di tradizioni folkloristiche che si sono conservate a lungo nel corso dei secoli e che trovano occasione di riemergere in momenti particolari della vita catanzarese. Tutto ciò non è nient'altro che l'eredità lasciata dalle tante popolazioni che si sono succedute nell'insediamento del territorio, influenzandone vistosamente la cultura e lasciando tracce ben visibili ancora oggi.
La Naca è l'evento principe della settimana santa e uno dei più attesi in città durante tutto l'anno. È una caratteristica processione del venerdì santo le cui origini si fanno risalire al medioevo che ogni anno richiama centinaia di fedeli provenienti anche dalla provincia.

### Istituzioni, enti e associazioni

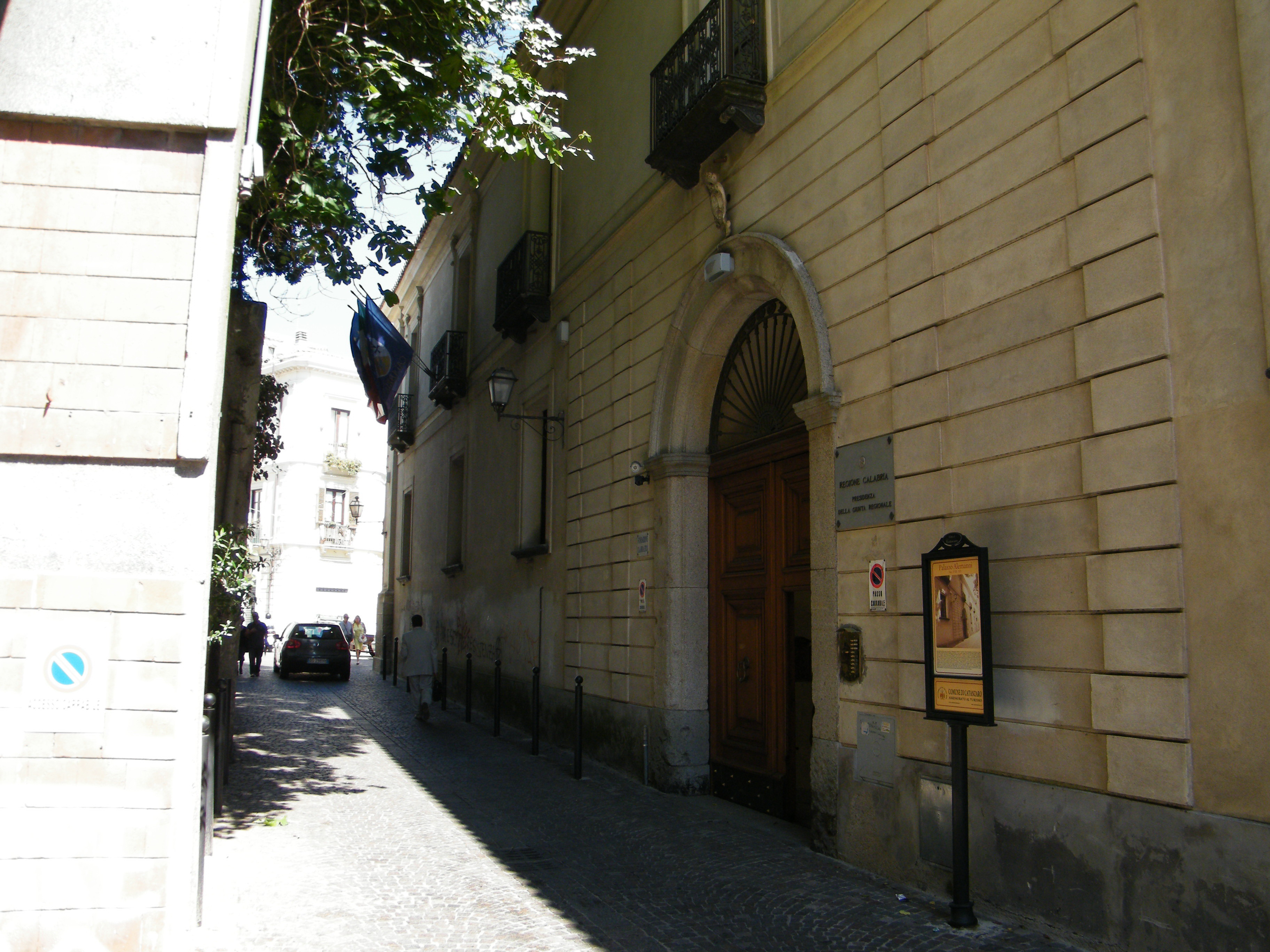
Palazzo Alemanni - Gallelli Ex Sede della Giunta regionale della Calabria

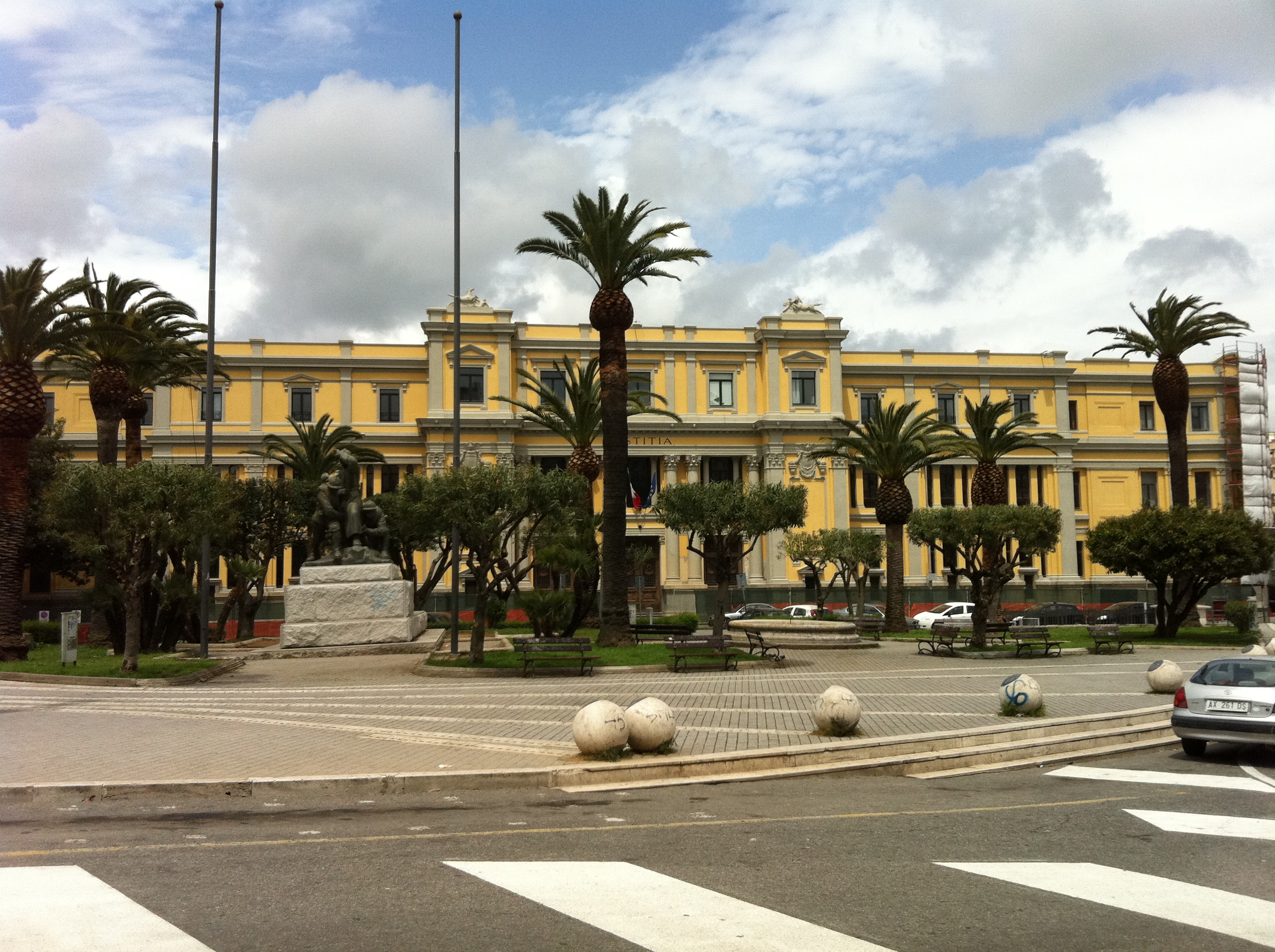
Palazzo "Salvatore Blasco", sede della Corte d'appello

Catanzaro, fregiandosi del ruolo di capoluogo di regione, è sede di molti enti, istituzioni e associazioni. La città accoglie la Giunta regionale della Calabria, che ha sede nel nuovo complesso sito nel quartiere Germaneto ed inaugurato nel 2015 e tutte le istituzioni di valenza regionale.
Nell'ambito delle forze di Polizia, sono presenti a Catanzaro la Polizia Scientifica, il centro operativo Direzione Investigativa Antimafia (DIA) e il comando regionale della Guardia di Finanza. La città dispone di un carcere minorile, che ha sede nel quartiere Stadio, e di un carcere sito nel quartiere Siano.
Essendo capoluogo dell'omonima provincia e della regione Calabria, Catanzaro ospita, nel comparto della Pubblica amministrazione, le varie sedi regionali della protezione civile, nel quartiere Germaneto, dell'Inps, dell'Inail e, nel quartiere marinaro, dell'Ufficio scolastico regionale. È sede anche della direzione regionale dell'Agenzia delle entrate. La direzione regionale del Ministero del Lavoro, invece, è allocata a Reggio Calabria.
Nell'ambito della magistratura, la Corte d'appello di Catanzaro è la principale della regione, la più antica e prestigiosa. Fu inaugurata nel 1809 con decreto 29 maggio 1809 n. 381 da parte del re Gioacchino Murat. Nel 1817, dopo la restaurazione Borbonica assunse la denominazione di Gran Corte Civile per volere di re Ferdinando I. L'antica e definitiva denominazione fu ripristinata dopo l'unità d'Italia con decreto del 17 febbraio 1861 da parte di Eugenio Emanuele di Savoia-Villafranca. Precedentemente già dal 1606 esisteva a Catanzaro la Regia Udienza con sentenza del consiglio Collaterale che vi stabilì definitivamente la sua sede il 6 aprile 1606 proclamando che "la Regia Udienza non dovevasi più muovere da Cathanzario e che in perpetuum vi Rimanesse". Dagli anni venti del Novecento la sede della Corte d'appello è il Palazzo "Salvatore Blasco"; negli anni dieci del nuovo millennio è stato inaugurato il nuovo tribunale, Palazzo "Francesco Ferlaino", in prossimità del primo.
Sui tre colli hanno sede importanti istituzioni religiose. Un esempio è rappresentato dal seminario arcivescovile liceale, fondato nel 1567. Catanzaro è inoltre sede arcivescovile dell'arcidiocesi di Catanzaro-Squillace.
L'Azienda ospedaliera "Pugliese-Ciaccio" coordina il presidio ospedaliero Pugliese, uno dei più grandi e importanti della regione, e il presidio ospedaliero Ciaccio. Un altro ospedale, sito nel quartiere Pontepiccolo è il Sant'Anna Hospital alla quale si aggiungono la casa di cura Villa del Sole e il Centro Medico Diagnostico Igea - Villa Serena.

### Qualità della vita
L'indagine "Ecosistema urbano" di Legambiente e Ambiente Italia, afferente al 2018, premia invece Catanzaro, che si classifica al 31º posto, con un guadagno complessivo di 11 posizioni rispetto all'anno precedente, con un punteggio del 59,36%. L'indicatore migliore è "Incidenti stradali" (2º posto), quello peggiore "Isole pedonali" (99°).

## Cultura

### Istruzione

#### Biblioteche

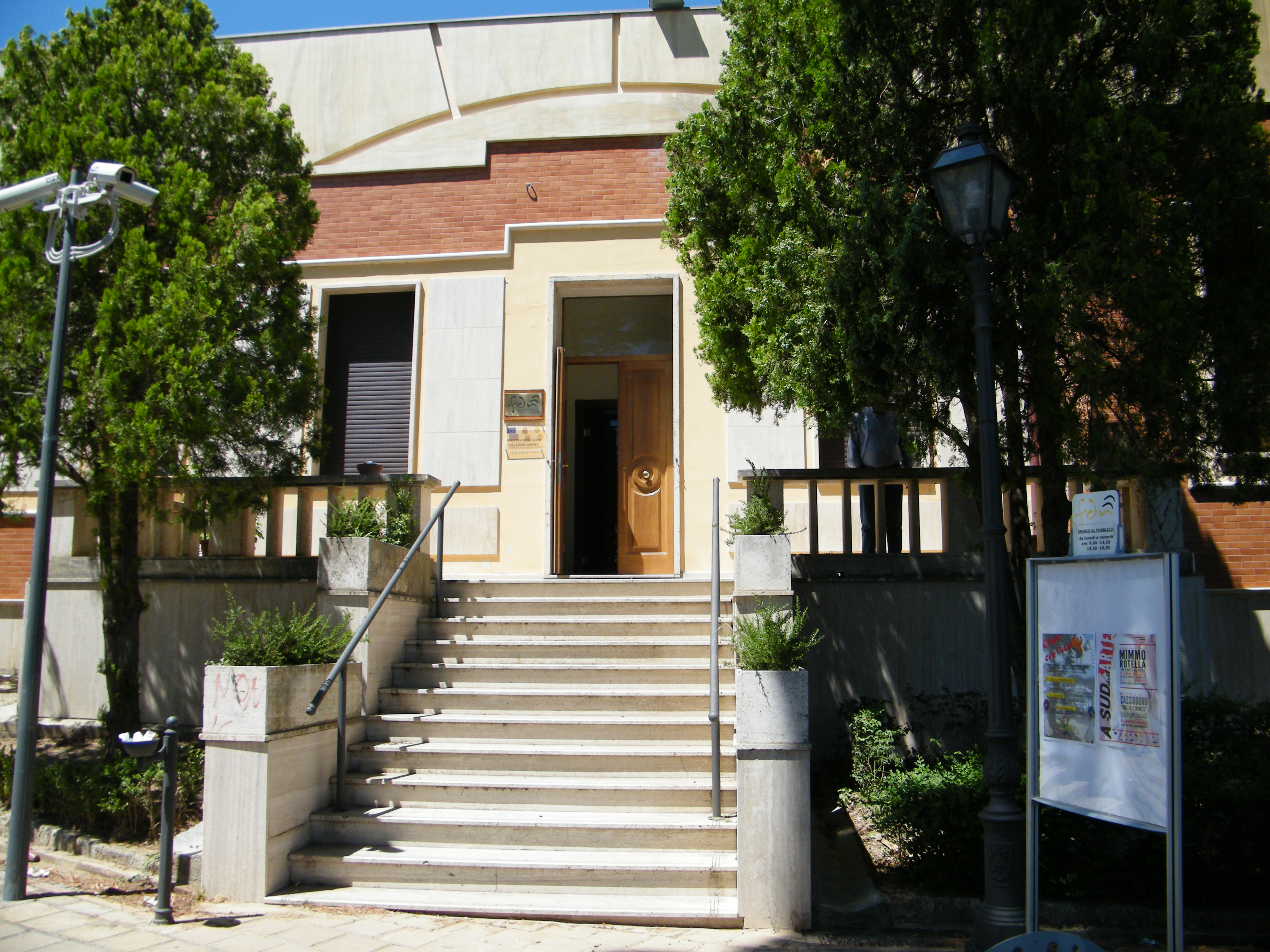
Ingresso della Biblioteca Comunale Filippo De Nobili.

Le biblioteche presenti sul territorio comunale sono:
- Biblioteca comunale "Filippo De Nobili": è la principale biblioteca della città. Situata in Villa Margherita, fu istituita nel 1889. Ha un patrimonio storico di oltre 130 000 opere, in particolare volumi e manoscritti, arricchitosi esponenzialmente nel corso del tempo anche grazie al lavoro di Filippo De Nobili (a cui l'archivio è dedicato), storico, scrittore e poeta catanzarese che diresse la biblioteca dal 1908 al 1958.[98]
- Biblioteca provinciale "Bruno Chimirri": seconda biblioteca della città per importanza, ha un patrimonio librario di circa 40 000 opere.[99]
- Archivio di Stato "Emilia Zinzi": è ospitato nei locali del complesso monumentale del San Giovanni ed è intitolato all'omonima storica dell'arte catanzarese. È stato istituito nel 1843 e riaperto al pubblico nel 2018.[100] Ha un vasto patrimonio, composto da oltre 50 000 volumi, mappe e pergamene, che spazia dal XIV fino al XX secolo. Sono da segnalare, in particolare, i seguenti fondi: l'Archivio delle Ferriere di Mongiana, la Cassa sacra e la Regia udienza, gli atti notarili antichi, documenti sul brigantaggio e sui moti patriottici.[101]
- Biblioteca Camerale: la biblioteca della CCIA di Catanzaro, entrata nel 2019 a far parte del Servizio bibliotecario nazionale, dispone di oltre 10 000 volumi, principalmente vertenti su contesti giuridici, statistici ed economici, periodici, documenti e dépliant.[102]
- Biblioteca dell'Istituto Teologico Calabro "Cassiodoro": fu istituita nel 1912, contestualmente al seminario Pio X. Dal 2014 è intitolata a Cassiodoro, politico e storico romano nativo di Scolacium, colonia magnogreca che sorgeva nei pressi dell'odierna Lido. Distrutta da un incendio nel 1941, fu ricostruita nel 1954. Dispone di una collezione composta da circa 27 000 volumi.[103]
- Biblioteca Arcivescovile "Antonio Lombardi": istituita nel 1999, ha un patrimonio di circa 20 000 volumi, composto principalmente da volumi donati da vescovi e sacerdoti e da libri salvatisi dai bombardamenti del secondo conflitto mondiale.[104]
- Biblioteca del Comando militare regionale "Calabria": situata all'interno della Caserma "Pepe-Bettoja", è stata aperta al pubblico nel 2011. Dispone di un patrimonio di circa 6 000 riguardanti scienza, cultura, letteratura e naturalmente la storia militare.[105]

Dispongono di relativi sistemi bibliotecari anche l'Università Magna Græcia e l'Accademia di belle arti.

#### Ricerca
La città ospitava l'Istituto regionale ricerca educativa (IRRE), che si occupava di ricerca pedagogica e conduceva progetti di sperimentazione in campo educativo. A partire dal 2007 gli IRRE sono stati soppressi per essere assorbiti in una Agenzia nazionale per lo sviluppo dell'autonomia scolastica.

#### Università e accademie

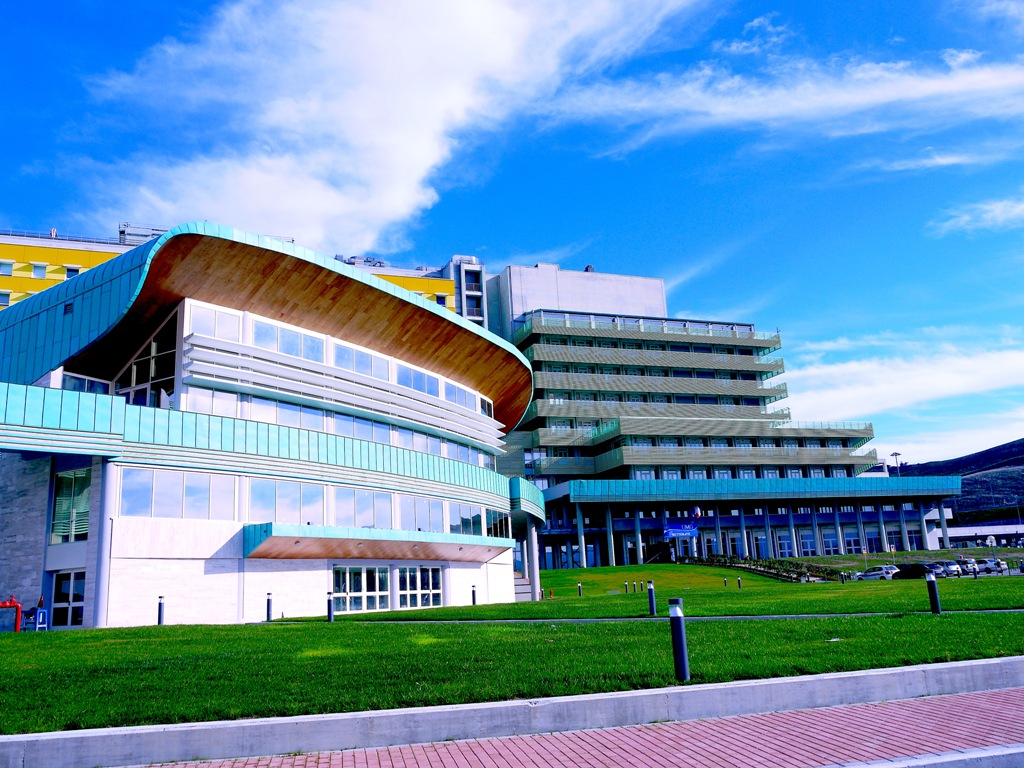
Il campus universitario.

Le istituzioni universitarie che hanno sede in città sono:
- Università degli Studi Magna Græcia: seconda università in Calabria per numero di iscritti, è stata fondata nel 1998. È imperniata sulle facoltà principali di medicina, farmacia, giurisprudenza, sociologia e scienze motorie. Sebbene l'ateneo sia di recente fondazione, la presenza dell'istituzione universitaria nella città è radicata nel passato e la sua storia si sviluppa in più tappe che culminano nel 1982 con la nascita dell'Università degli studi di Reggio Calabria, che contempla l'istituzione di tre facoltà a Catanzaro. Dopo una prima fase di attività, utile all'assestamento delle facoltà, si pongono le basi per la nascita dell'ateneo: tale obiettivo viene sancito ufficialmente da un decreto ministeriale del 29 dicembre 1997.[108][109]
- Accademia di belle arti: fu istituita con D.P.R. nº 1162 del 30 ottobre 1972 ed opera dal 1973.[110] Ha un bacino d'utenza che comprende le provincie di Vibo Valentia, Crotone e Cosenza. L'offerta formativa è suddivisa in tre dipartimenti.[111]
- Pontificio seminario regionale San Pio X: Fu fondato nel 1912 per volere di Papa Pio X. È un istituto aggregato alla Pontificia facoltà teologica dell'Italia meridionale[112] ed è tra i dodici seminari regionali esistenti in tutta Italia per la formazione di nuovi sacerdoti.[113]
- Istituto Superiore di Studi Musicali P.I. Tchaikovsky: il conservatorio, con sede a Nocera Terinese, ha stipulato nel 2018 una convenzione col Teatro Politeama Mario Foglietti per l'attivazione nel capoluogo calabrese dei corsi presenti nella propria offerta accademica e lo svolgimento di esami.[114]

#### Musei
Le principali istituzioni museali della città sono:
- Museo d'arte moderna e contemporanea di Catanzaro (MARCA): sito nel centro storico, ospita collezioni di vario genere, facenti capo all'arte antica come all'arte contemporanea. Il nucleo principale del museo, fondato nel 2008, raccoglie oggetti d'arte otto-novecenteschi e ospita una gipsoteca.[115]

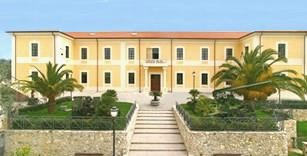
Il Museo storico militare.

- Museo storico militare Brigata Catanzaro (MUSMI): sito nel Parco della Biodiversità mediterranea, è un museo specialistico dedicato alla Brigata Catanzaro che custodisce armi, divise, documenti, cartine geografiche e altri cimeli utilizzati nelle varie guerra dal periodo napoleonico alla seconda guerra mondiale.[116]
- Museo archeologico numismatico provinciale (MARCH): inaugurato nel 1879, è sito all'interno di Villa Margherita. È la più antica istituzione museale calabrese. Ospita numerosi reperti archeologici e una collezione di oltre 8000 monete che spazia dal periodo greco sino all'età moderna.[117][118]
- Museo diocesano d'arte sacra (MUDAS): aperto nel 1997 (sede di Catanzaro), è un'unica realtà museale in seguito alla fusione con la sede di Squillace (1984). Sito nel Palazzo Arcivescovile (in Piazza Duomo), ha il suo nucleo centrale di riferimento nel "Tesoro della cattedrale", costituito da numerosi suppellettili di origine francese e napoletana che fungono da testimonianza di quella che fu la cultura manifatturiera tessile della città.[119]
- Museo del rock: unico museo dedicato al rock in Italia. Inaugurato nel 2011 e successivamente nel 2015 nella nuova sede, sita alle porte del centro storico. Strutturato su due piani, ospita circa diecimila vinili e altri cimeli che raccontano il rock dagli anni cinquanta fino agli anni novanta. Ospita anche numerosi live e concerti.[120][121]
- Parco Internazionale della Scultura: un museo a cielo aperto (primo di questo genere nel Meridione d'Italia) parte integrante del Parco della Biodiversità mediterranea. Accoglie le opere degli artisti di fama internazionale che dal 2005 al 2010 hanno preso parte al progetto di scultura contemporanea Intersezioni, che si svolgeva ogni anno nel periodo estivo al Parco archeologico di Scolacium, patrocinata dalla Provincia di Catanzaro e dal MARCA.[122][123]
- Casa della Memoria Mimmo Rotella: inaugurato nel 2005 nel centro storico, in quella che fu la casa di Mimmo Rotella, nativo di Catanzaro, considerato come uno dei protagonisti della scena artistica della seconda metà del XX secolo. Ha come obiettivo principale la promozione dell'arte contemporanea.[124]
- Museo delle carrozze: sito nel quartiere Siano in un edificio in stile medievale, documenta l'evoluzione dei mezzi di trasporto non motorizzate tramite l'esposizione di 25 pezzi d'epoca. Al museo è annessa un'esposizione permanente sugli attrezzi rurali.[125]
- Museo del Risorgimento: ospitato all'interno dei locali della caserma del distretto militare "Florestano Pepe", è l'unico museo della storia risorgimentale del Sud Italia. Vi sono esposte divise, fotografie, armi e altri cimeli di particolare rilevanza.[126]
- Museo dei vigili urbani: inaugurato nel 2013 all'interno del comando "Rattà-Procopio", ospita una collezione di vari cimeli che hanno caratterizzato l'attività dei vigli urbani della città a partire dal 1872.[127]
- Museo del Patrimonio dell’Accademia di Catanzaro (MUPAC): è il museo dell'Accademia di belle arti di Catanzaro, ospitato presso l'edificio storico dell'ex Educandato, nel centro storico della città, sede dell'Accademia.[128]
- Complesso monumentale del San Giovanni.
- Ex Stac.
- Museo diffuso di Arte Contemporanea di Catanzaro
- Museo storico della polizia locale[129]
- Gipsoteca Francesco Jerace[130]
- Museo del mare[131]
- Museo del Catanzaro Calcio[132]

### Media

#### Stampa
Le testate giornalistiche con sede a Catanzaro sono:
- Il Giornale di Calabria, fondato nel 1962
- Il Domani della Calabria, fondato nel 1997
- Il Corriere dei due Mari, fondato nel 2007

Altre testate regionali con sedi distaccate a Catanzaro sono:
- Il Quotidiano della Calabria
- Calabria Ora
- Gazzetta del Sud

#### Radio
- Radio Catanzaro Centro
- Radio Catanzaro Classic
- Radio Amica
- RTC Radio Catanzaro 104
- Radio Amore

#### Televisione
Catanzaro è sede di emittenti televisive regionali terrestri e satellitari, le prime delle quali, RTC-Telecalabria nel 1976, e Telespazio TV pochi mesi dopo, furono fondate dall'imprenditore di origini siciliane Tony Boemi, che focalizzò i suoi sforzi sulla seconda. A quest'ultimo gruppo è legata Telespazio Studio 3. Completa il panorama delle tv locali Infospazio Tv.
Calabria Channel è invece un'emittente satellitare, sul canale 875 di Sky con copertura internazionale che comprende tutti gli Stati europei e i Paesi extra europei che si affacciano sul Mediterraneo.

### Arte
(Vincenzo D'Amato, Memorie historiche dell'illustrissima, famosissima, e fedelissima città di Catanzaro, 1670)

Antico telaio per la lavorazione della seta

Sulla base di questo testo, si ritiene che l'arte della seta sia stata introdotta a Catanzaro nel 1072, da una casta di Orientali che abitava la città.
Secondo una tradizione catanzarese, sia il gelso che il baco sarebbero stati introdotti in Europa, proprio in quel secolo che vide la nascita della città, infatti una recente ipotesi fa derivare il nome stesso della città dal termine "Katartarioi" ovvero "filatori di seta".
È certo che i primi centri europei dove si lavorò la seta, tra la fine del IX e i primi anni del X secolo d.C., sono italiani, per l'esattezza Catanzaro e Palermo. La spiegazione è abbastanza intuitiva: la prima era sotto il dominio dei bizantini, mentre la seconda era araba e, quindi, tutte e due strettamente legate a culture orientali allora molto forti.
Agli inizi del Quattrocento, sotto il dominio Aragonese si ebbe un ulteriore periodo di sviluppo, dovuto all'antica tradizione della lavorazione e del commercio della seta. Nel 1519 Re Carlo V "riconosce" il Consolato dell'arte della Seta, anche se gli Statuti dell'Arte della Seta a noi pervenuti sono dell'8 maggio 1568, è certo che a Catanzaro l'arte della seta era già florida in tempi precedenti, infatti alcuni artigiani furono chiamati in Sicilia (a Palermo nel 1432 e a Messina nel 1468) per insegnare l'arte del velluto, e in Francia (a Lione nel 1466 e Tours nel 1470) quando il re Luigi XI decise di istituire nei propri domini la manifattura della seta, dove comparve il primo telaio meccanizzato attribuito a "Giovanni il Calabrese".
Grande importanza ebbero gli ebrei, ma quando vennero banditi da tutti i territori dominati dalla Spagna, anche la tradizione manifatturiera declinò, in quanto opera prevalentemente di questa popolazione. Ne resta traccia nel quartiere tuttora chiamato Filanda, dove anticamente erano ubicati i laboratori per la tessitura e la filatura della seta.

### Teatro

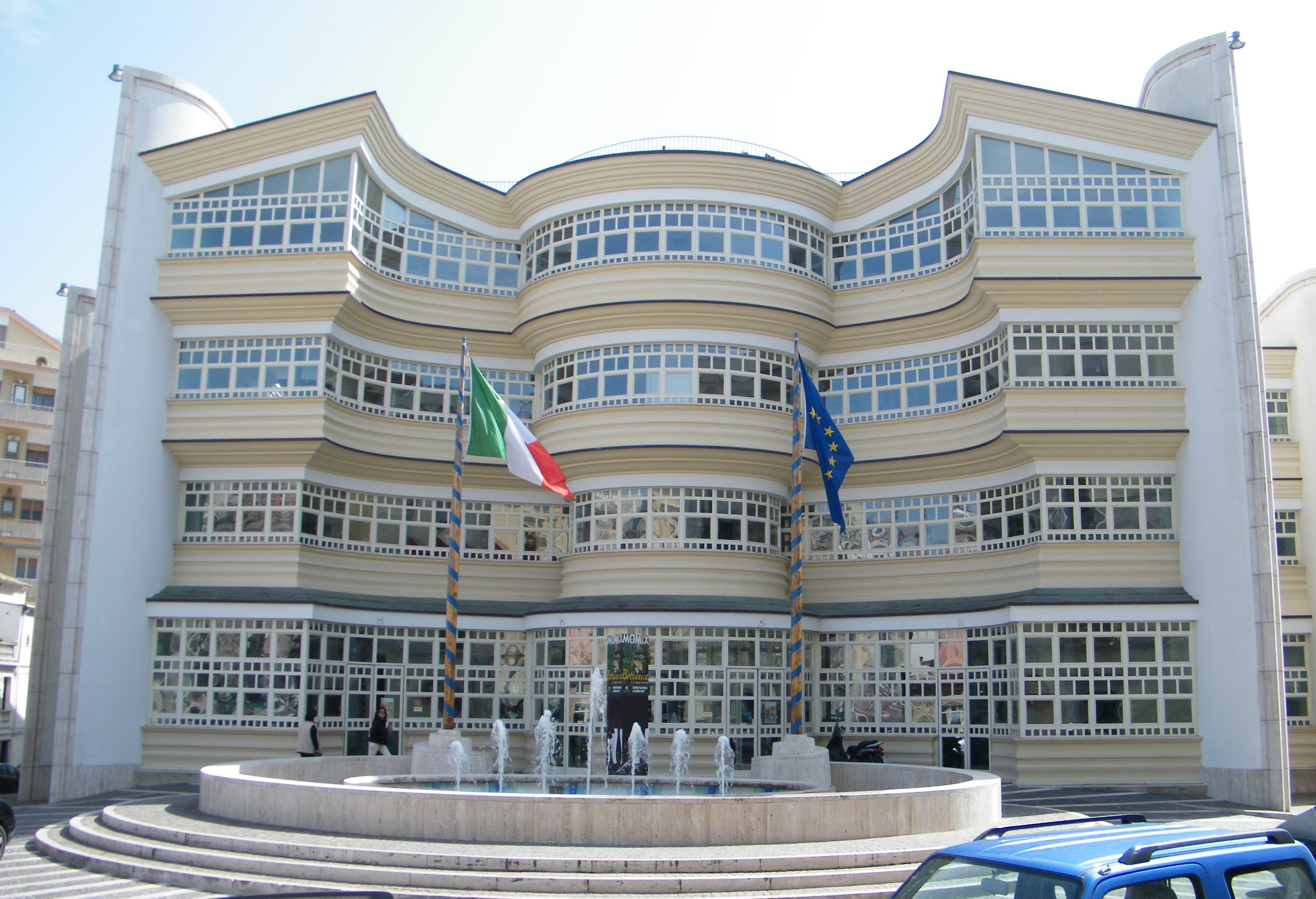
Teatro Politeama

La tradizione teatrale della città risale al tardo Seicento quando in occasione della nascita dell'erede al trono spagnolo, ci furono quasi due mesi di rappresentazioni che animarono piazza San Giovanni. Le attività teatrali si continuarono a svolgere nelle piazze cittadine e in un piccolo teatro in piazza Duomo, distrutto dal terremoto del 1783.
In seguito venne costruito lo storico teatro comunale, progettato dall'architetto Vincenzo De Grazia nel 1818 e terminato nel 1830. Il teatro rappresentava opere di Pergolesi, Rossini, Goldoni, Giacosa e D'Annunzio, Scribe, Sardou, Mirabeau, Dumas, Ibsen, Tolstoj, Shakespeare, Dostoevskij. Ne calcarono il palcoscenico i più noti artisti del tempo, da Ermete Novelli a Ermete Zacconi, da Giovanni Emanuel a Gustavo Salvini.
In seguito alla crisi economica e sociale che investì la città dopo la prima guerra mondiale, il teatro declinò e venne infine demolito nel 1938, mentre l'attività teatrale continuò in modo diseguale con il teatro Masciari, inaugurato nel 1923, che raggiunse l'apice del suo splendore negli anni quaranta, e con il teatro Comunale, inaugurato nel 1953. Nel 2002 fu inaugurato il Teatro Politeama, situato nel centro storico, su progetto di Paolo Portoghesi. Occupa lo spazio dove si trovava l'omonimo cinema e teatro costruito negli anni trenta e un vicino mercato coperto della stessa epoca. L'edificio, importante per dimensioni, è caratterizzato da un'architettura organica dalle forme armoniose e dal palcoscenico fra i più avanzati in Italia dal punto di vista tecnologico. La sala centrale a forma di ferro di cavallo, intorno a cui si articola l'edificio, riprende la tradizione del teatro classico all'italiana.
La maschera tipica è Giangurgolo; nata in città nel tra il XI e il XII secolo, al tempo della Commedia dell'arte, divenne famosa in quanto rappresentava la figura del Capitano di origine spagnola, vanitoso e bugiardo, che ha più del furfante che dell'uomo d'armi.

### Banda musicale
A Catanzaro opera una banda musicale già fondata negli anni '30 a Gagliano da Salvatore Caroleo. La stessa, aveva trovato continuità attraverso l’opera di Salvatore Caroleo, nipote omonimo del precedente, nell’immediato dopoguerra. Nel 1948, tale concerto bandistico assumeva la denominazione di ''Gran Concerto Cooperativo Gagliano-Tiriolo'', sempre diretto da Salvatore Caroleo junior. Dal 1986, trasformatasi in ''Banda Musicale Città di Catanzaro'', continua ad operare nell’intero territorio esibendosi in programmi classici, operistici e tratti dalle composizioni dai Maestri fondatori, seguendo l’impostazione organizzativa e di organico strumentale delle origini. Con sede a Gagliano, in via Candela 9, è attualmente diretta dal Direttore Francesco Scalzo.

### Cucina

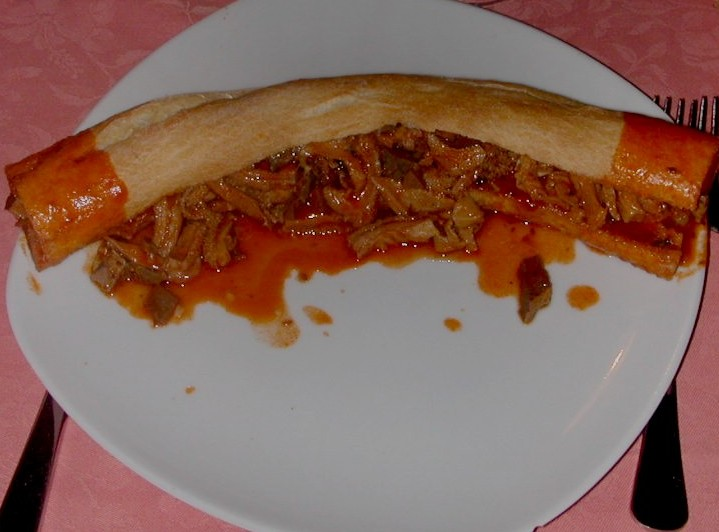
U'Morzeddhu nella pitta

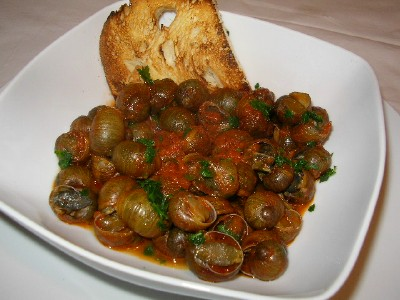
I vermituri

La gastronomia di Catanzaro, che affonda le sue radici nella tradizione tipicamente mediterranea, è caratterizzata dalla presenza di sapori forti e aromatici. Frequente l'uso del peperoncino piccante, presente in quasi tutti i piatti tradizionali, spesso associato ad altre spezie aromatiche come l'origano, il basilico e l'alloro.
Il piatto forte della gastronomica locale è il morzello (u morzeddhu in dialetto), di solito servito caldo nella pitta, pane casereccio piuttosto schiacciato e dalla forma circolare, tagliato a libretto. L'ingrediente base è costituito dalle interiora di vitello (diuneddhi), con conserva di peperoni piccanti, sale, origano, alloro, e vino rosso.
Simile al Morzello è il soffritto (u suffrittu), che i catanzaresi amano mangiare a cena la vigilia di Capodanno. È un piatto a base di carne magra di maiale che viene soffritta nella tiana, una caratteristica pentola di terracotta, e insaporita con alloro, origano, vino bianco e concentrato di pomodoro. Anche il soffritto si serve nella pitta.
Altro piatto tipico locale sono i vermituri ossia le lumache di terra bollite al sugo con l'aggiunta di peperoncino. Il piatto ha radici molto antiche, vengono raccolte durante le prime piogge nel mese di ottobre e la preparazione è rimasta intatta nel tempo. L'usanza prevede che siano lavate bene per eliminare la terra, poi lasciate riposare in un recipiente forato munito di coperchio per 24 ore. Dopo vengono risciacquate e fatte bollire per più di mezz'ora in una padella con olio, pomodori, aglio, sale, origano e peperoncino piccante.
I primi piatti più caratteristici della molto varia cucina catanzarese sono la pasta e ceci con finocchi selvatici, la pasta dei mietitori, con un sugo a base di cipolle, zucchine e patate, la pasta di casa (pasta 'e casa) che ha una preparazione tutta particolare e che è condita con un ragù particolare caratterizzato da 'nduja, carne macinata, carote, patate bollite, peperoni, olio extravergine di oliva, aglio, cipolla, sale e infine parmigiano o pecorino; inoltre la pasta con le alici, preparata con acciughe sotto sale, mollica di pane e peperoncino piccante. Molto utilizzata la carne di maiale e di manzo.
Altra specialità locale del periodo estivo è la granita di mandorle con la brioche. La tradizione vuole che venga consumata al mattino, inzuppando la brioche calda appena sfornata nella granita di mandorle servita in una coppa di vetro.
Tra i dolci i monaceddhi, ovvero uova sode farcite di cacao e fritte, la pitta 'nchiusa, le "nipitelle", mezzelune di pasta frolla farcite con uva passa, noci e miele. Una tipicità delle feste pasquali è rappresentata dalle cuzzupe, ciambelle decorate con uova, mentre nel periodo natalizio sono tipici i dolci divino amore, dolci a base di pasta di mandorla, ricoperti al cioccolato bianco e nero.
Tra i drink da aperitivo si segnala il cocktail piccante di origine catanzarese chiamato momò. Consumato soprattutto nei mesi estivi, è composto da Bitter Campari, Vecchio Amaro del Capo, seltz con l'aggiunta di uno spiedino di frutta e di un peperoncino locale interamente immerso nel drink che rende la bevanda leggermente piccante.

### Eventi
I principali eventi, talvolta di rilievo nazionale e internazionale, che si svolgono nella città di Catanzaro, sono:
- Altrove Festival: giunto nel 2019 alla sesta edizione, è una rassegna dedicata all'arte di strada fra le più importanti e influenti in Europa.[146][147][148] Il festival è dedicato anche alla rigenerazione urbana, promossa attraverso l'arte di strada. Ciò ha permesso di rendere la città un vero e proprio "muso a cielo aperto", grazie alle opere dislocate sui muri dei vari quartieri alle quali hanno contribuito writer provenienti da tutto il mondo.[147][149]
- Magna Graecia Film Festival: kermesse dedicata al cinema ed in particolare alle opere prime. Nato nel 2004, le prime edizioni si sono svolte a Montepaone e Soverato, località turistico-balneari della costa jonica catanzarese. A partire dal 2017, il festival si svolge presso il piazzale del Porto di Catanzaro.[150] Sul red carpet del MGFF sfilano annualmente numerose stelle del cinema italiano e internazionale, con una menzione particolare al mercato statunitense.[151][152]
- Materia Independent Design Festival: il festival sul design indipendente più importante del Sud Italia[153] e fra i più importanti in Italia,[154] ideato nel 2015, si svolge annualmente presso i locali del Complesso Monumentale del San Giovanni, l'antico castello normanno della città. Ospita designer e artigiani di fama internazionale, ha come obiettivi anche la conoscenza e la promozione del folklore e della cultura del capoluogo calabrese e della regione. Nel 2019 ha ricevuto in premio il Compasso d'oro, importante riconoscimento assegnato dall'Associazione per il disegno industriale.[153][155]
- Festival d'autunno: è una delle kermesse più longeve ed importanti della Calabria.[156] Ideata nel 2003 e dedicata al grande cantautorato italiano e internazionale, è caratterizzata dalla coesistenza di generi musicali ed espressioni artistiche diverse.[157] Si svolge annualmente al Teatro Politeama del capoluogo calabrese e richiama spettatori da ogni parte della regione e d'Italia.[158]
- Settembre al parco: manifestazione musicale e concertistica organizzata dall'Amministrazione provinciale. Si svolge annualmente, nel periodo estivo, nella cornice del Parco della Biodiversità mediterranea.[159] Nel corso degli anni, hanno preso parte alla rassegna anche artisti di caratura nazionale e internazionale.[160][161]
- Catanzaro Jazz Fest: è la manifestazione cittadina più antica (ideata nel 1997) e la terza più longeva in Calabria dedicata al jazz.[162] I concerti, che vedono anche la partecipazione di artisti internazionali, si svolgono nella cornice di Villa Margherita e nell'ambito della Festa della musica, che si tiene il 21 giugno in tutto il mondo.[163]
- Fiera di San Lorenzo: si svolge a ridosso della settimana di Ferragosto ed è la più antica della città. La prima edizione si svolse nel 1702, in sostituzione della fiera di Santa Chiara (la cui prima edizione risale al 1426)[164], caratterizzata dall'arrivo in città di mercanti provenienti da tutto il mondo interessati ad acquistare i pregiati tessuti in seta catanzaresi. Inizialmente, la fiera si svolgeva nel centro città, nello spazio occupato dall'odierna piazza Matteotti; oggi è ubicata nel quartiere Mater Domini, nella zona nord del capoluogo.[165]
- Ogni anno l'ultima domenica del mese di luglio, a Catanzaro Lido, borgo marinaro della Città, si celebra la Processione a Mare della Madonna Santa Maria di Porto Salvo. Il sabato la Madonna viene portata in processione per le vie del borgo mentre la domenica l'effigie della Madonna viene imbarcata su un motopeschereccio e portata in processione lungo tutto il litorale per essere poi sbarcata a terra nei pressi del fiume Corace. Da qui inizia la processione sul lungomare fino alla chiesa matrice. Per l'occasione il centro storico viene illuminato da colorate luminarie e, dopo la mezzanotte della domenica, una bellissima manifestazione pirotecnica conclude il periodo di festeggiamenti.

## Geografia antropica

### Urbanistica

Catanzaro nel 1928, foto scattata dal dirigibile Esperia

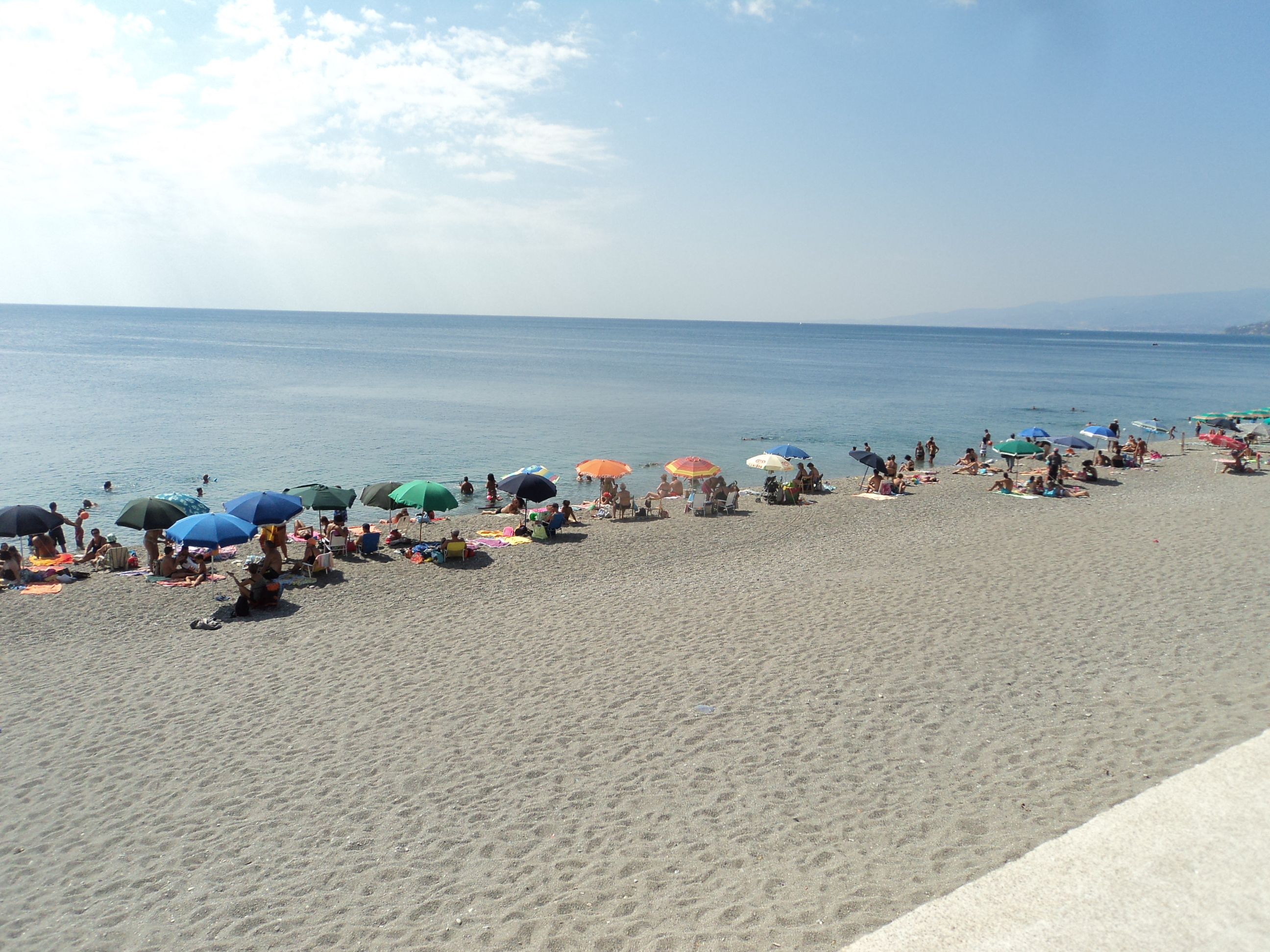
Catanzaro Lido

Il nucleo più antico della città è arroccato su uno sprono a fianchi assai ripidi quasi per tutta la loro lunghezza pressoché impraticabili, tra le due profonde vallate dei torrenti Musofalo e Fiumarella. Nel corso dei secoli, vari fattori di diversa natura ne hanno determinato la perdita dei tipici caratteri medievali in seguito a continue demolizioni di case e costruzione di edifici dalla caratteristica architettura cementizia. Case a non più di due piani, ornate da balconi e portali pretenziosi, dedali di viuzze strette e anguste hanno visto trasformata la loro struttura originaria, che tuttavia persiste ancora nel centro storico, caratterizzato da antichi rioni formati da antichissimi nuclei alcuni risalenti all'epoca saracena o bizantina.
La prima vera trasformazione dell'apparato urbanistico della città fu graduale e avvenne a cavallo fra due catastrofici terremoti che colpirono il capoluogo nel 1638 e nel 1783.
Tuttavia l'apertura di Corso Mazzini nel 1870, segnò l'inizio di un'epoca di rivoluzione che portò alla costruzione di apparati moderni per l'epoca. Notevoli e pregiate costruzioni, con epicentro la principale arteria cittadina, cambiarono il volto alla città. Soprattutto fino agli anni sessanta le architetture edificate intorno al 1890 rappresentavano un aspetto singolare e tutto particolare della città. La nascita del rione Fondachello segnò un'importante dilatazione urbanistica che, a partire dal 1885, ebbe come luogo d'espansione le pendici meridionali dello sprone. Intorno alla principale stazione ferroviaria della città sorse l'odierno quartiere Catanzaro Sala. Ciò comportava un progressivo potenziamenti dei trasporti e delle infrastrutture presenti nella zona e la stazione, posta sulla linea ferroviaria diretta al quartiere marinaro, fu proseguita fino al borgo di origine normanna di Sant'Eufemia, oggi parte integrante del comune di Lamezia Terme.
La violenta recessione che colpì la Calabria a cavallo fra il 1890 e il 1910 causò il rallentamento dell'attività espansiva urbanistica del capoluogo, che negli anni precedenti era stata veloce e progressiva. Una timida ripresa, che successivamente riportò le velocità d'espansione a livelli notevoli, venne orientata verso la zona nord del territorio cittadino. Zona più salubre rispetto alla parte sud, fu teatro del sorgere di un nucleo di abitazioni provvisorie inquadrato con l'appellativo di Baracche, oggi corrispondente a via Mario Greco (A scinduta dei Barracchi in dialetto locale), eretto successivamente al terremoto che colpì la città nel 1832. I nuovi rioni presero i nomi di Milano e San Leonardo, che si svilupperanno ed ingrandiranno negli anni tra le due guerre mondiali, e saranno caratterizzate da villette residenziali.

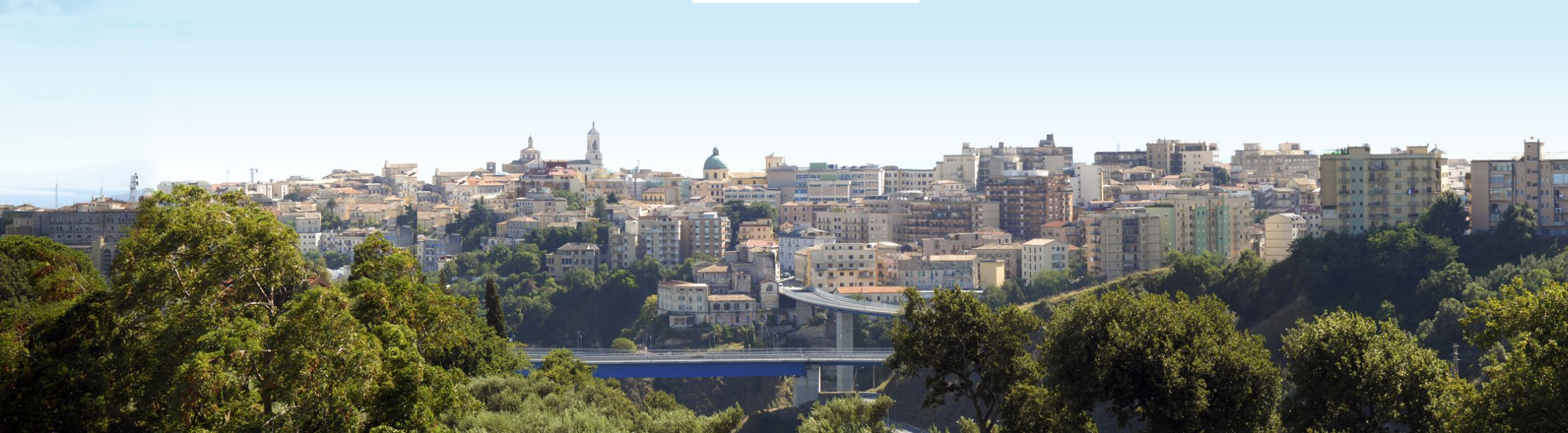
Ampio panorama della città

Soprattutto dopo la seconda guerra mondiale verso nord sono sorti i quartieri Bellamena e Stadio, e quindi, lungo la strada per la Sila, quelli di Pontepiccolo, Pontegrande, Piterà e Sant'Elia. Successivamente, causa la particolare situazione orografica del capoluogo, l'espansione urbana si è sviluppata mediante la costruzione di nuovi ponti verso est con i quartieri Siano, Campagnella e Cava e verso ovest con i quartieri Gagliano, Mater Domini e Sant'Antonio.
Negli ultimi 20 anni l'abitato si è espanso verso la costa, lungo la valle della Fiumarella e del Corace, verso i quartieri di Sala, Santa Maria, Pistoia, Corvo, Lido e Giovino e intorno a preesistenti piccole frazioni che sono state inglobate nella città.
Con il recente sviluppo urbanistico si sta delineando un modello di città "tripolare" organizzata per funzionalità, in cui il centro cittadino rimarrà polo d'indirizzo politico e organizzativo, il quartiere Lido centro turistico e il nuovo quartiere Germaneto centro universitario e direzionale.
Lungo la costa si è assistito ad una progressiva conglomerazione con alcune frazioni di comuni limitrofi come Roccelletta di Borgia, Caraffa di Catanzaro, Sarrotino, Simeri Crichi.

### Suddivisioni amministrative
Il territorio comunale è suddiviso in 19 quartieri, a loro volta ripartiti in vari sobborghi, rioni e contrade, inizialmente raggruppati in 4 circoscrizioni, venute meno dopo la loro soppressione (per le città con un numero di abitanti inferiore a 250 000).
- Ex I circoscrizione: C.E.P., Cavita, Gagliano, Piterà, Pontegrande-Pontepiccolo, Sant'Elia;
- Ex II circoscrizione: Catanzaro Nord (comprendente i quartieri Stadio e San Leonardo), Catanzaro Sud (comprendente il centro storico cittadino);
- Ex III circoscrizione: Campagnella, Cava-Santo Janni, Sala, Germaneto, Santa Maria, Siano;
- Ex IV circoscrizione: Aranceto, Barone, Corvo, Catanzaro Lido, Fortuna.

## Economia
L'economia è stata caratterizzata da periodi di forte sviluppo alternati a fasi di declino. Agli inizi del secolo è sede del primo Congresso eucaristico della regione, oltre ad essere un punto di riferimento commerciale e industriale; risale a questo periodo la nascita di numerose fabbriche, situate nella zona sud, come la "Tonnina" (produzione del tannino) di proprietà francese, la "Ladoga" e la "Gaslini" oltre ad altre fabbriche situate nelle zone di Santa Maria e Sala. Durante la seconda guerra mondiale si assiste ad un declino economico dovuto alla chiusura della maggior parte delle precedenti attività produttive. Nel dopoguerra inizia un forte ripresa; in questo periodo è sede della prima Fiera Campionaria del meridione.
Attualmente l'economia è incentrata nei settori dei servizi telematici alle imprese e alle amministrazioni pubbliche. Il settore della pubblica amministrazione fa registrare il più alto numero di addetti, seguito da quello dei servizi.
| Settore                | Industrie | Servizi | Amministrazione | Altro  |
| ---------------------- | --------- | ------- | --------------- | ------ |
| Numero di imprese      | 1 151     | 2 716   | 633             | 2 227  |
| Addetti per settore    | 5 048     | 5 577   | 26 673          | 7 314  |
| Percentuale sul totale | 11,32%    | 12,50%  | 59,79%          | 16,39% |

### Agricoltura
Catanzaro è il principale mercato agricolo della regione. Nel capoluogo calabrese venne infatti fondato nel 1980 il COMALCA, acronimo di Consorzio mercato agricolo alimentare Calabria, con l'intento di costituire e gestire il nuovo Centro Agroalimentare di Catanzaro rientrante nel Piano nazionale dei mercati. L'azienda è il principale centro agroalimentare della Calabria con funzione di coordinamento tra i vari mercati agricoli regionali e nazionali. Ha sede in viale Europa, nel quartiere Germaneto. È una società mista pubblico-privato. La città è anche un importante centro alimentare con numerosi oleifici, pastifici e distillerie. Nel territorio comunale sono attivi l'agricoltura (cereali, barbabietole da zucchero, ortaggi, frutta, soprattutto agrumi, uva da vino, olive e noci), l'allevamento (soprattutto ovino) e lo sfruttamento dei boschi.

### Industria
Il settore industriale è per lo più rappresentato da aziende di medie e piccole dimensioni incentrate su produzioni per il mercato locale e nazionale (esempi di aziende catanzaresi degne di nota sono: Guglielmo Caffè, Telespazio Tv, RTC Telecalabria, Cal.Me, SIARC, AZ spa distributore del marchio Coop per la Calabria). Di recente costruzione la centrale di turbogas della Edison situata all'entrata della città in prossimità del torrente Alli.

### Turismo

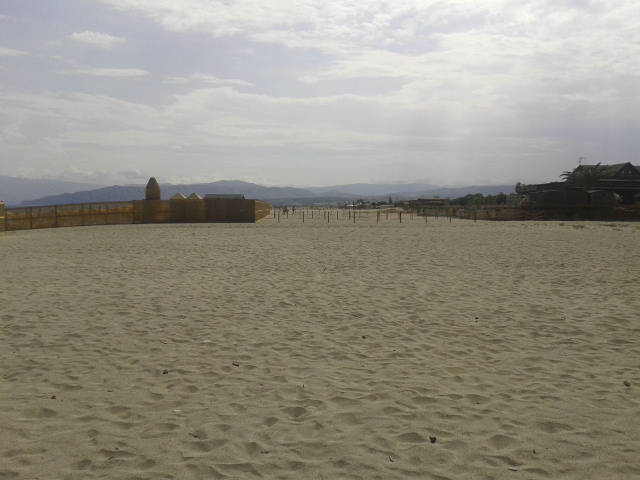
La spiaggia di Giovino

Il settore turistico, viste le grandi potenzialità a disposizione del territorio, potrebbe essere il volano dell'economia catanzarese. Tuttavia la pecca che caratterizza quasi tutto il territorio calabrese, è la mancanza di strutture adeguate, per far fronte alla sempre più crescente domanda. Particolarmente sviluppato è il turismo marittimo, ma non disdegna nemmeno il turismo artistico, vista l'ampio patrimonio culturale di cui dispone il capoluogo di regione, soprattutto la zona racchiusa entro i confini del centro storico. Anche in questo caso la spesso superficiale valorizzazione economica messa in atto dagli enti locali rappresenta un deficit importante. Nonostante ciò sono crescenti le iniziative messe al bando per valorizzare il patrimonio storico-artistico e culturale di cui dispone la città.

## Infrastrutture e trasporti

### Strade

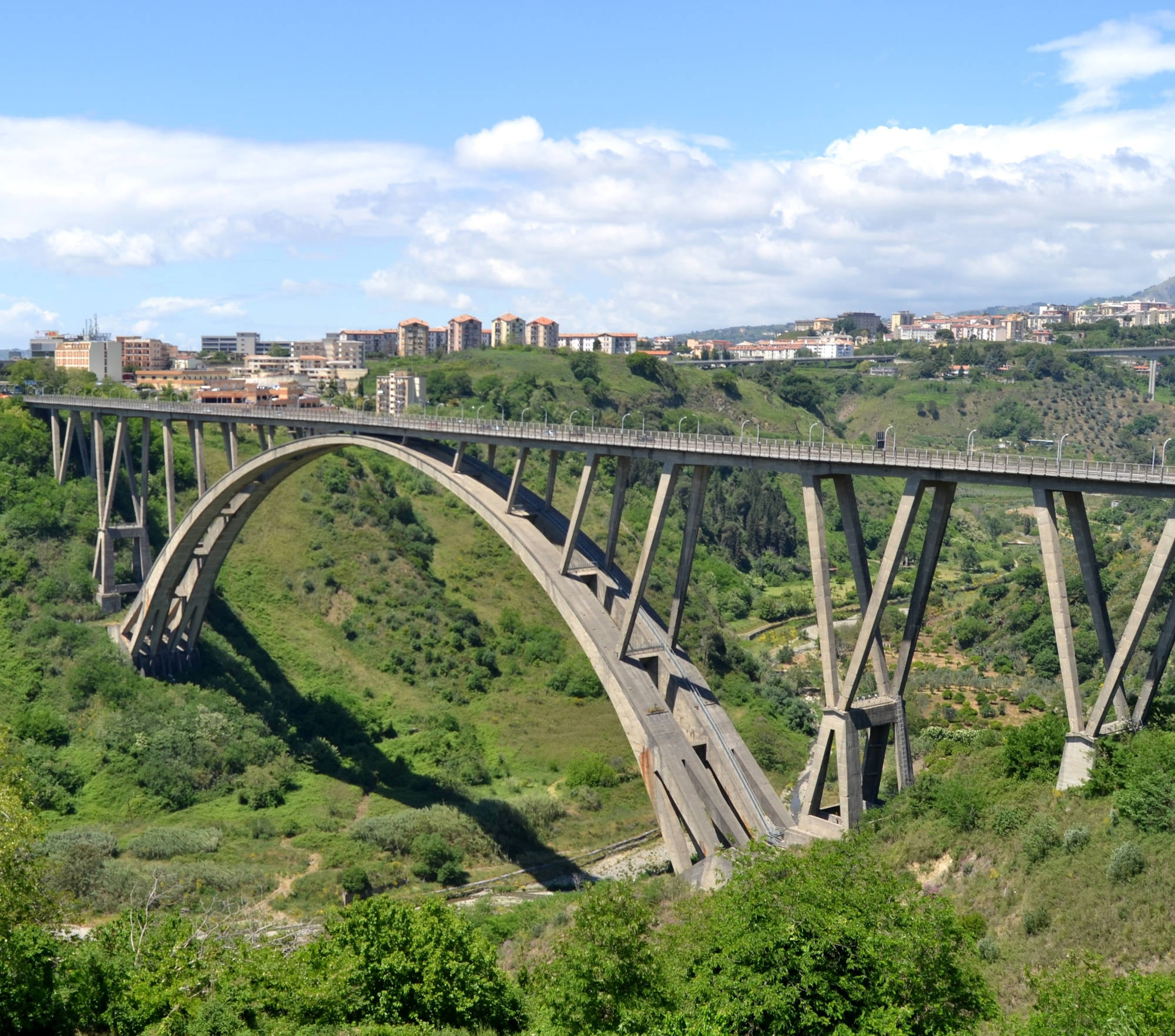
Il ponte Bisantis

Catanzaro è servita dalla strada statale 280, che ha funzione di raccordo autostradale con caratteristiche di superstrada. Questo collegamento comportò la realizzazione di imponenti opere d'arte, resesi necessarie a causa della morfologia della città. Fra di esse spicca il noto Ponte Bisantis, che attraversa la valle della Fiumarella, costruito nel 1962 su progetto dell'ing. Riccardo Morandi.
Un'altra importante arteria che serve Catanzaro è la SS 106 Jonica, che attraversa il quartiere costiero di Lido.
In passato, fino alla realizzazione delle nuove strade a scorrimento veloce, Catanzaro era raggiungibile percorrendo le tortuose strade statali dell'entroterra, la 19 (per Cosenza e Battipaglia) e la 109 (per Petilia Policastro).
Il quartiere direzionale di Germaneto è servito dalle varianti alle strade statali 106 e 280. Quest'ultima è stata aperta al traffico il 12 ottobre 2011, con la classificazione provvisoria di nuova strada ANAS 354 di Germaneto (NSA 354). La classificazione definitiva è invece risalente al 2012. La prima invece è stata inaugurata successivamente, l'11 aprile 2013.

### Ferrovie

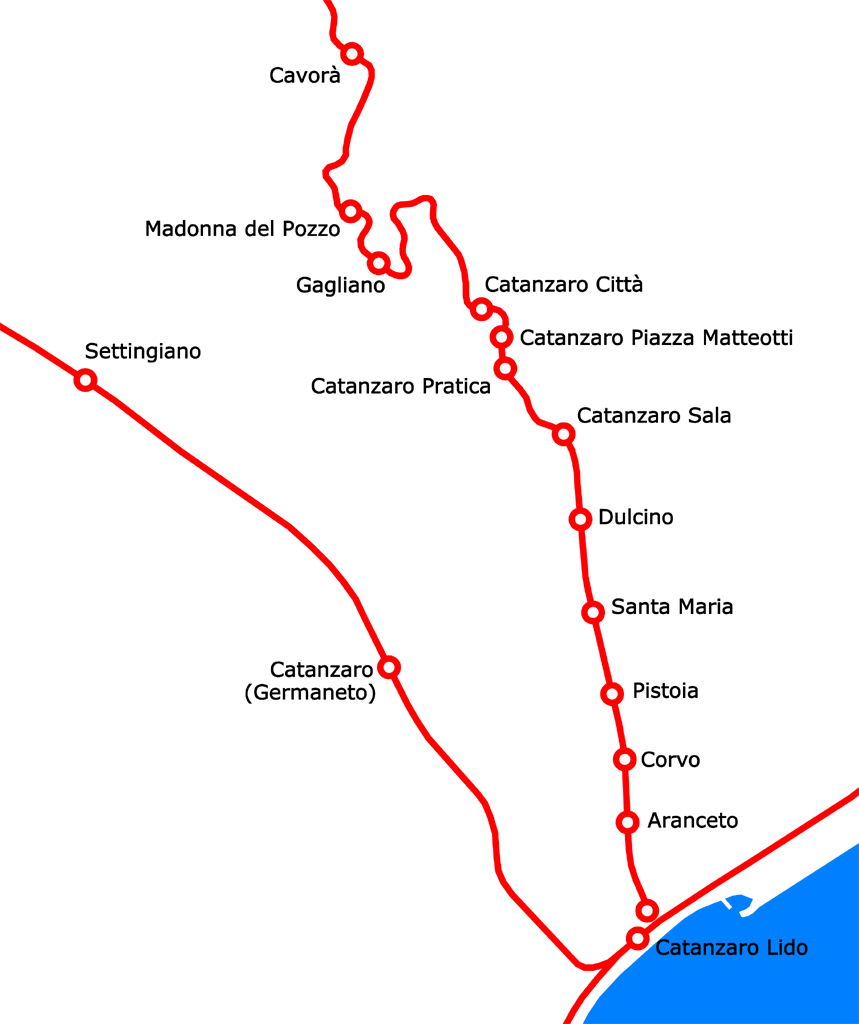
I percorsi delle linee ferroviarie all'interno della città.

La città è servita dalla ferrovia Jonica e dalla trasversale Catanzaro - Lamezia che la collega alla ferrovia Tirrenica. Vi è anche una linea a scartamento ridotto, gestita dalle Ferrovie della Calabria, diretta a Cosenza.
La stazione principale della città è quella di Catanzaro Lido, posta nel punto di incontro delle tre linee, posta nell'omonimo quartiere. Dopo la dismissione della stazione di Catanzaro, che sorgeva in località Sala, avvenuta nel 2008, venne inaugurata quella denominata Catanzaro Germaneto, situata nell'omonima zona di espansione nella valle del Corace, alcuni chilometri a ovest della città.
Il centro cittadino è invece servito dalla linea per Cosenza delle Ferrovie della Calabria, particolarmente dalle stazioni Catanzaro Sala e Catanzaro Città. La tratta urbana di tale infrastruttura, comprendente 11 stazioni e costituisce un'importante infrastruttura per la mobilità cittadina; su di essa viene espletato il servizio ferroviario metropolitano, integrato con la rete di autobus urbani.

### Porti
Il capoluogo calabrese usufruisce di un piccolo porto turistico sito nel quartiere Lido.

### Mobilità urbana

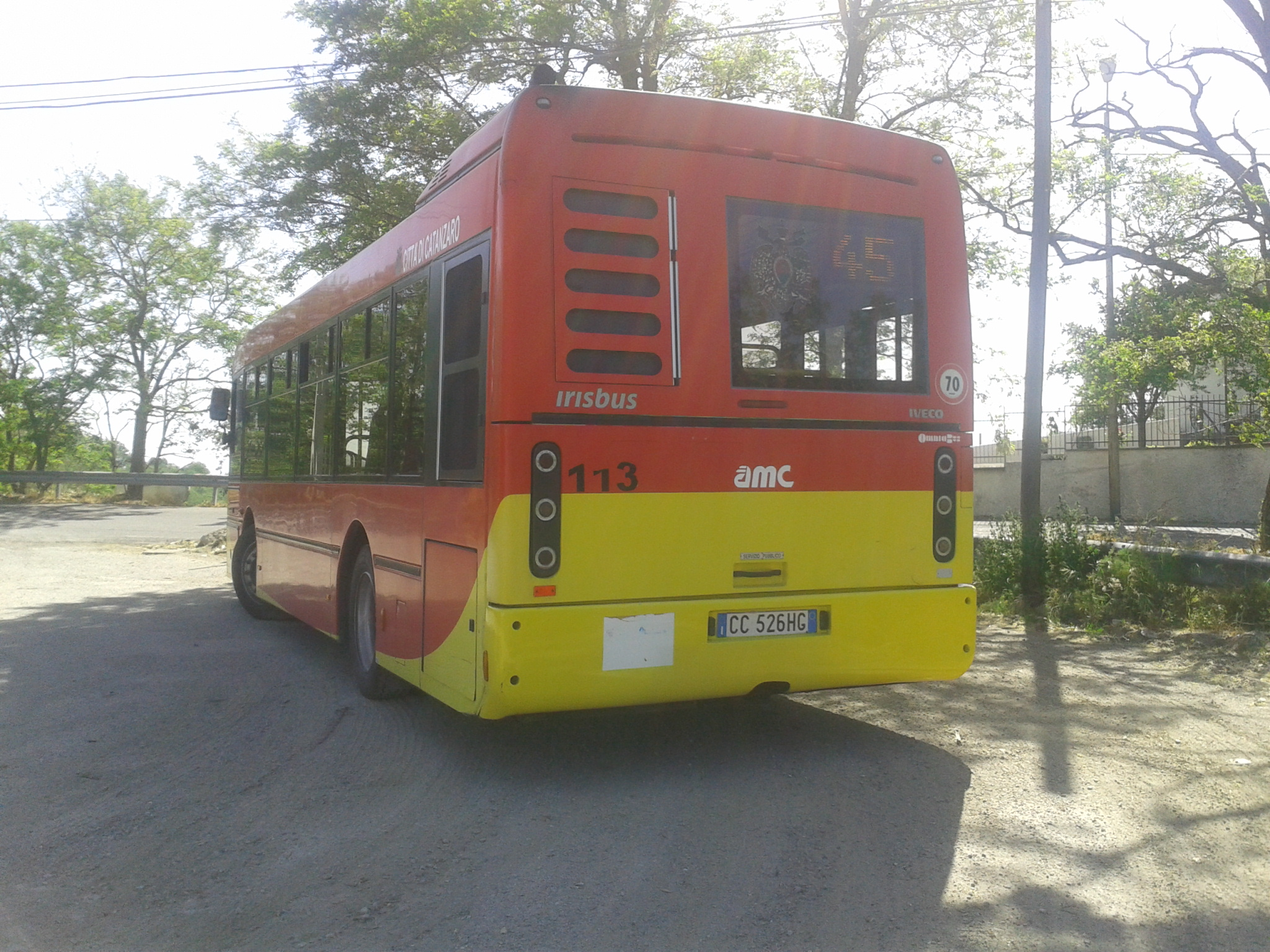
Autobus dell'Azienda per la Mobilità della Città di Catanzaro

Le 25 autolinee sono gestite dalla società Azienda per la mobilità di Catanzaro (AMC) che ha in capo, oltre la gestione del trasporto pubblico urbano e suburbano, della sosta e il controllo del traffico, oltre che la gestione della funicolare dal giugno 2015.
I collegamenti con i principali centri della provincia, della regione e con le principali città italiane sono garantiti delle Autolinee Romano, società fondata a Crotone nel 1922, che dispone di un capolinea in città e da autocorse svolte delle Ferrovie della Calabria. L'azienda ha in capo, la gestione di parcheggi di interscambio. Capolinea delle autolinee FC è la Stazione di Catanzaro Città, che svolge il ruolo di hub per il trasporto pubblico provinciale e regionale. Inoltre, ha avuto la gestione della funicolare fino al giugno 2015.

#### Funicolare

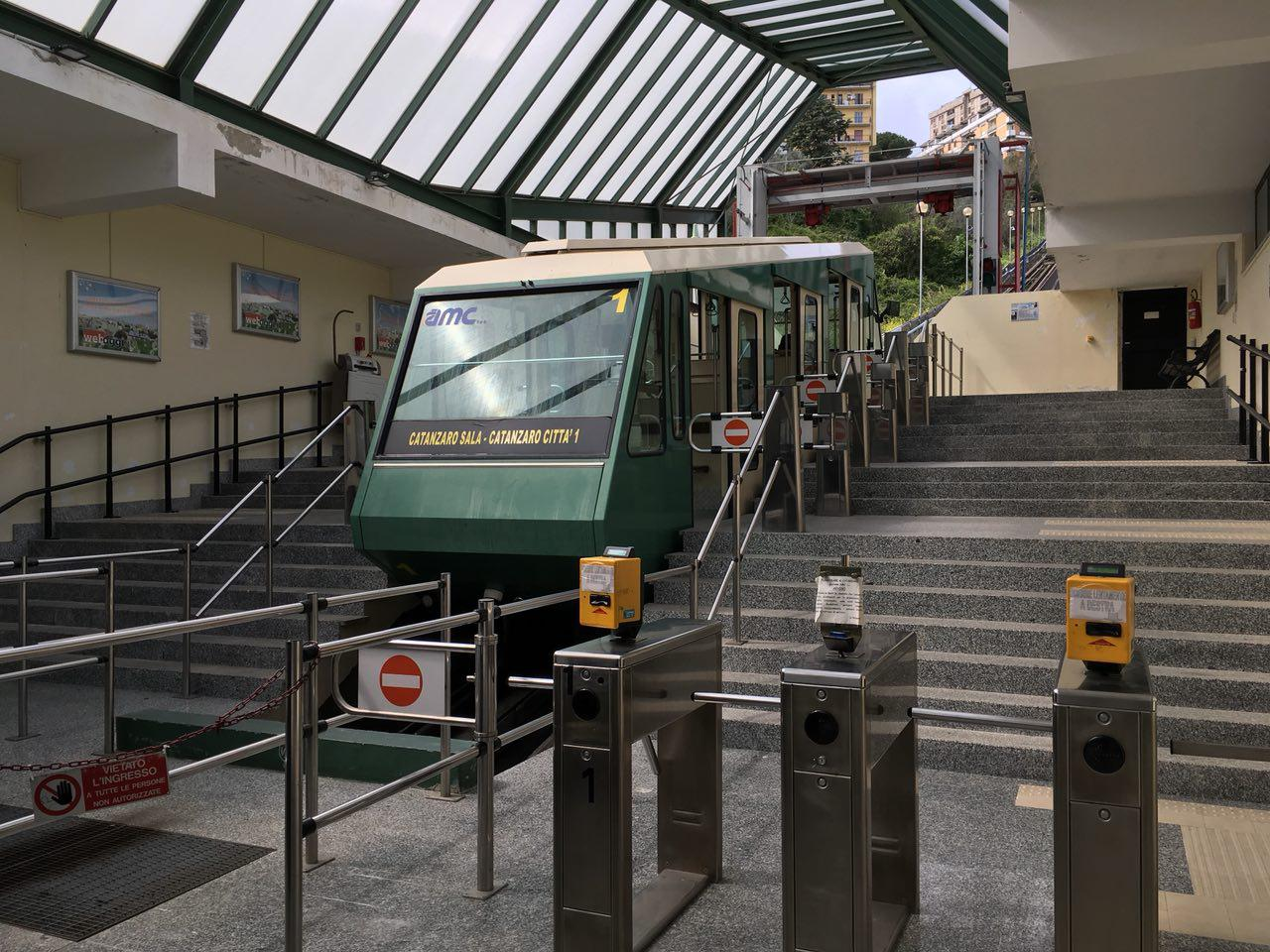
Stazione quartiere Sala

La funicolare di Catanzaro unisce il centro storico con quartieri a sud dello stesso. Il tempo di percorrenza è di circa 5 minuti. Il servizio era gestito dalle Ferrovie della Calabria fino a giugno 2015, successivamente il servizio è stato affidato AMC.
La funicolare è stata attivata nel 1998 ricostruendo la tratta a funicolare della cosiddetta "tranvia automotofunicolare", funzionante dal 1910 al 1954, una linea tranviaria che collegava la stazione FS di Catanzaro Sala con il quartiere Pontegrande, sito a nord della città.

## Amministrazione

### Consolati
Hanno sede in città i consolati onorari di Marocco e Spagna.

## Sport

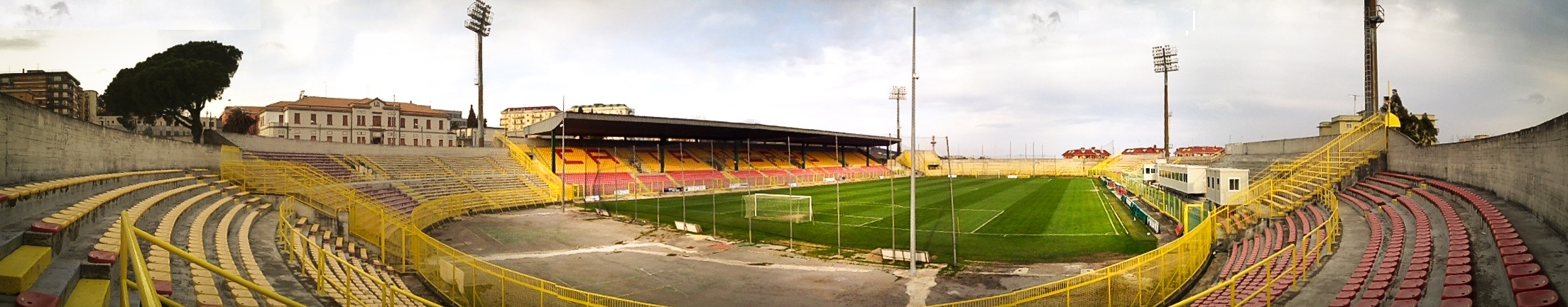
Stadio Nicola Ceravolo

Hanno sede nel comune numerose società sportive, tra le quali: la società di calcio Catanzaro, il Catanzaro Beach Soccer, la formazione di calcio a 5 femminile Woman Soccer Catanzaro.